# Exposición colonial internacional de París
La Exposición colonial internacional de París (en francés Exposition coloniale internationale) fue un acontecimiento que duró del 6 de mayo al 15 de noviembre de 1931 en lo que es actualmente la Puerta Dorada y en el bosque de Vincennes de la capital de Francia, a fin de mostrar la riqueza cultural presente en las colonias del imperio colonial francés y en las otras principales potencias coloniales, con excepción del Reino Unido. Simultáneamente intentaba minimizar y contrarrestar las críticas alemanas sobre el colonialismo practicado por Francia. El mariscal Hubert Lyautey fue el encargado de dirigir esta exposición.
La Exposición colonial se ideó a raíz del éxito de la Exposición del Imperio Británico de 1924. El proyecto se inició en 1925: se designó como director a Lyautey Hubert, residente en Marruecos, quien a su vez confió la dirección artística a Jean Bouchaud; tres años más tarde se puso la primera piedra, el 5 de noviembre de 1928. Fue construida al este de París en el XII distrito, alrededor del lago Daumesnil, en el bosque de Vincennes ocupando un espacio de 110 hectáreas con la entrada principal situada en la Puerta Dorada. Finalmente fue inaugurada el 6 de mayo de 1931 con acto de presencia del Presidente de la República francesa Gaston Doumergue, del ministro francés de colonias Paul Reynaud, del gobernador de colonias que intervenía como secretario general Léon Geismar y del mariscal Lyautey que ya había sido designado con anterioridad como comisario general de la Exposición en 1927.

## La Exposición
La exposición colonial representó a todas las colonias francesas y países bajo protectorado francés (con sus secciones y pabellones) y a países extranjeros y sus colonias. Las iglesias también estuvieron representadas con las banderas de las misiones católicas y protestantes. 
Alrededor de 200 casas distribuidas por la exposición fueron alquiladas a expositores particulares (grandes empresas, restaurantes y bares de tapas, comidas exóticas, etc.). Un conjunto de edificios complementaron la exposición: el Museo de las colonias y su acuario tropical, el parque zoológico o la zona de Atracciones.
Los monumentos más importantes fueron la reproducción del principal templo de Angkor Wat en la sección de Indochina, que ocupó más del 10% de la superficie de la Exposición, y el Palacio de África occidental francesa, fortaleza que recordaba a la Gran Mezquita de Djenné aún no ser una réplica exacta.
Unas 300.000 personas trabajaron en la exposición y fueron registradas más de 33 millones de entradas, con una estimación de cerca de 8 millones de visitantes.

## Obras para la Exposición

### Elementos comunes

#### LaCitéde la Información

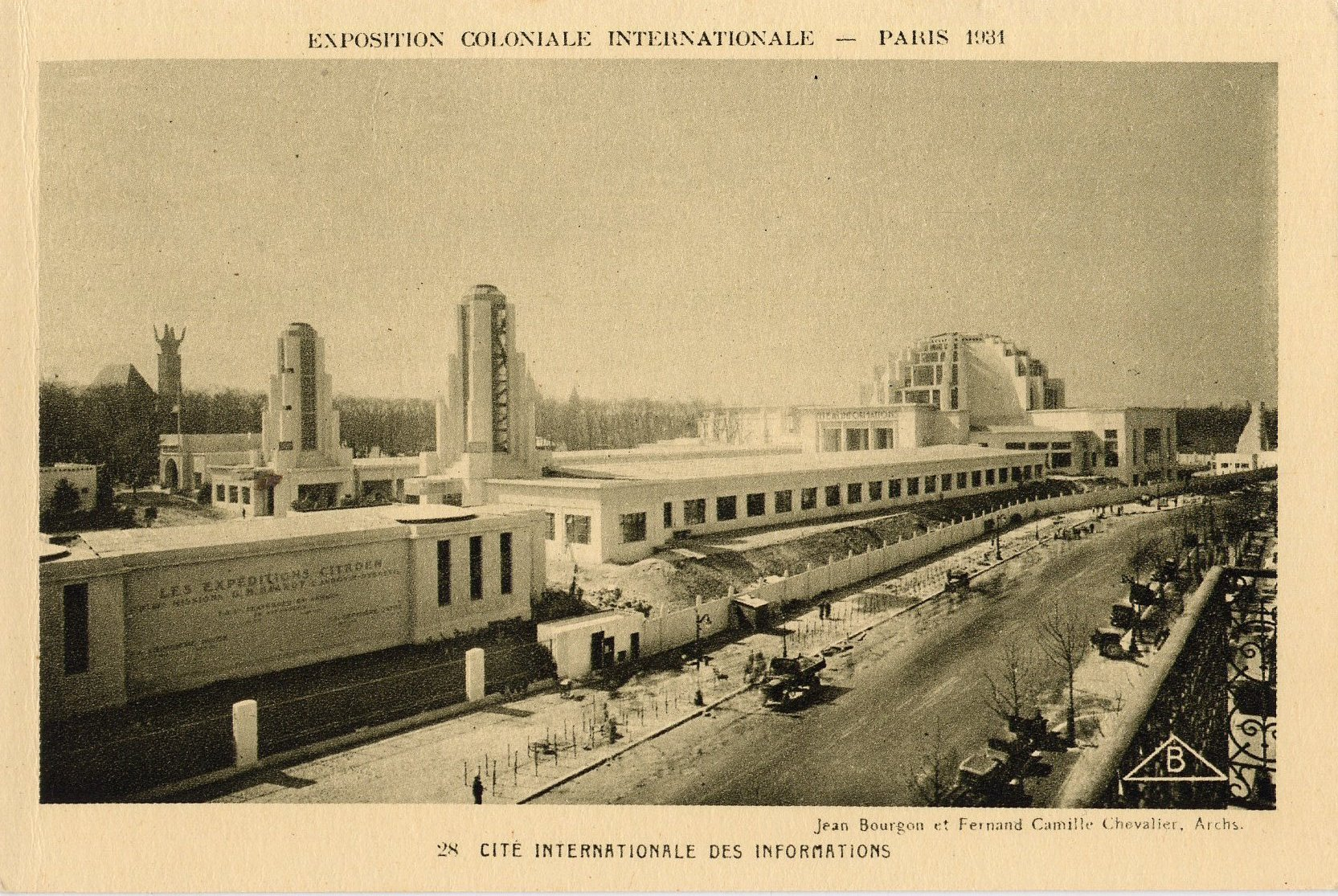
La Cité de la Información.

La Cité Internacional de la Información fue una creación original para la Exposición a iniciativa personal del mariscal Lyautey a fin de ofrecer a fabricantes, economistas y financieros información técnica necesaria para desarrollar sus relaciones con las colonias.
El edificio, construido a lo largo del boulevard Poniatowski ocupa una extensión de 19 000 m² y alberga:
- un inventario general preciso de las colonias dividido en categorías : economía, producción, minas y recursos, navegación, administración, obras públicas, colonización, política, mercados, sociedad, salud, enseñamiento, cámaras de comercio y asociaciones económicas
- un cine de 1500 plazas, donde se proyectaban películas sobre las colonias
- salas de congresos
- exposiciones
- una gran sala con servicios como una oficina de correos, oficina de billetes de trenes y otros transportes, librerías y prensa francesa, colonial y extranjera.

#### La Sección Metropolitana

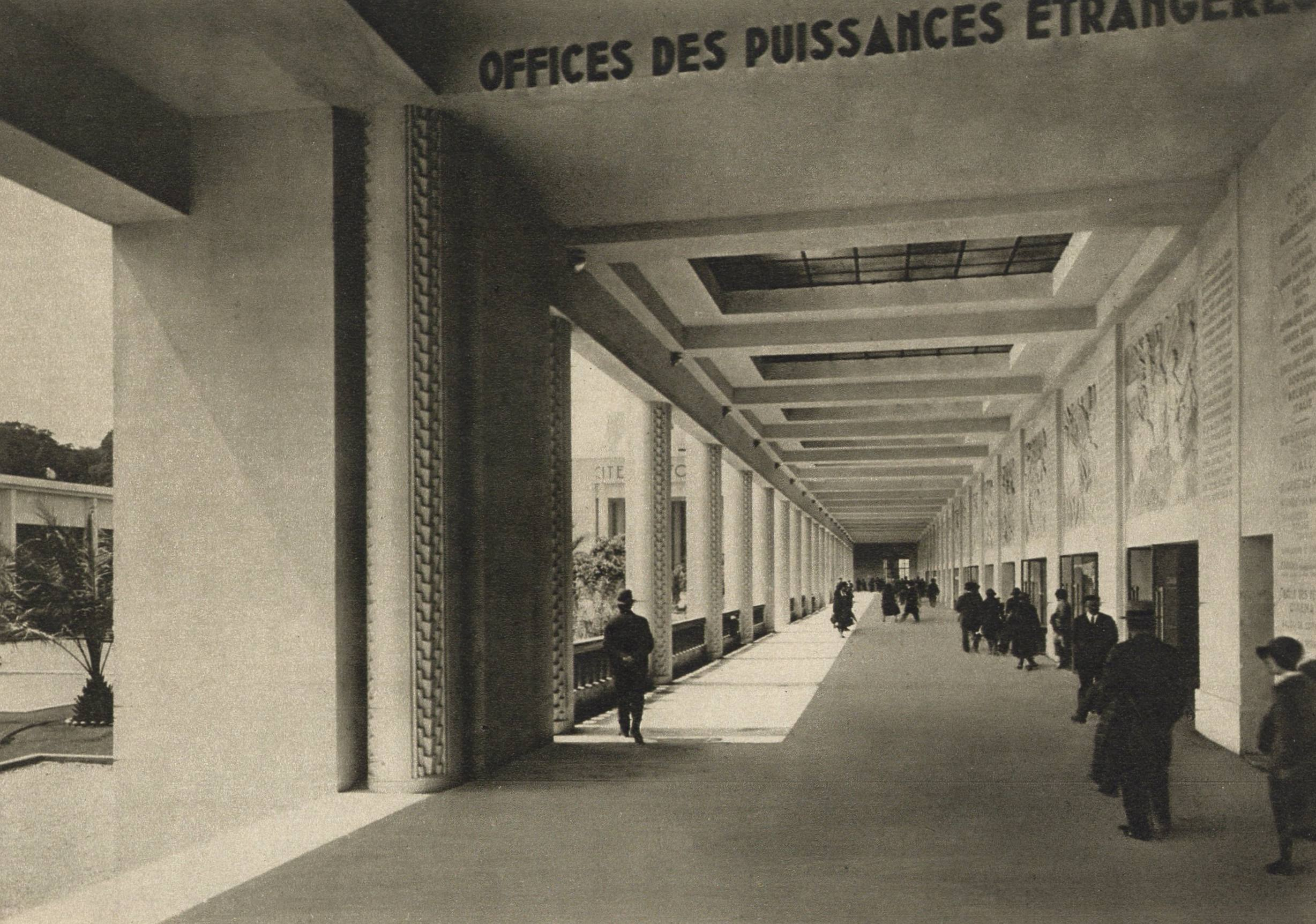
Palacio de los Grupos Industriales.

La Sección Metropolitana agrupó y expuso toda la producción metropolitana que podía general intercambios comerciales con las colonias. Estaba formada por 4 edificios dispuestos a lo largo del boulevard Soult ocupando una superficie de 80 000 m², albergando 31 grupos industriales divididos en 163 clases. Los cuatro edificios son:
- El Palacio de los grupos industriales (Palais des Groupes Industriels), que se encuentra en la entrada principal de la exposición, con 42000 m² presentando la industria francesa.
- El Palacio de las Industrias de Lujo (Palais des Industries de Luxe), que se encuentra al este de la exposición, exponiendo todas las industrias de lujo francés, y sus vínculos con las colonias.
- El Palacio de Bellas Artes (Palais des Beaux Arts) que sintetizó y expuso el arte en todas las colonias.
- El Palacio del libro (Palais du Livre).

Una exposición floral rodeaba los edificios.

#### El Museo de las Colonias
El Museo de las Colonias es un edificio de 88 metros de largo por 60 de ancho. Su fachada está adornada con un gran bajorrelieve que narra la historia económica de las colonias, obra del escultor Alfred Janniot. Su construcción, bajo la dirección de los arquitectos Albert Laprade, Léon Bazin y Léon Jaussely, se prolongó durante 3 años, entre 1928 y 1931.
El museo, de 5000 m² albergó 2 secciones de la Exposición:
- la sección de síntesis, que ofrecía una visión general de los esfuerzos coloniales en todos ámbitos desde 1870
- la sección retrospectiva, que mostraba la historia colonial francesa.

Asimismo, albergaba también:
- el acuario tropical, con fauna acuática tropical
- una sala de fiestas con un aforo para 1200 personas, en el centro del edificio
- dos salas ovales decoradas con frescos; una desarrolló las funciones de oficina para Paul Reynaud, ministro de las Colonias

En la escalinata, había una estatua de Léon-Ernest Drivier, representando a Francia y sus colonias, la cual se encuentra en la parte superior de la fuente de la Puerta Dorada.

#### El Parque zoológico

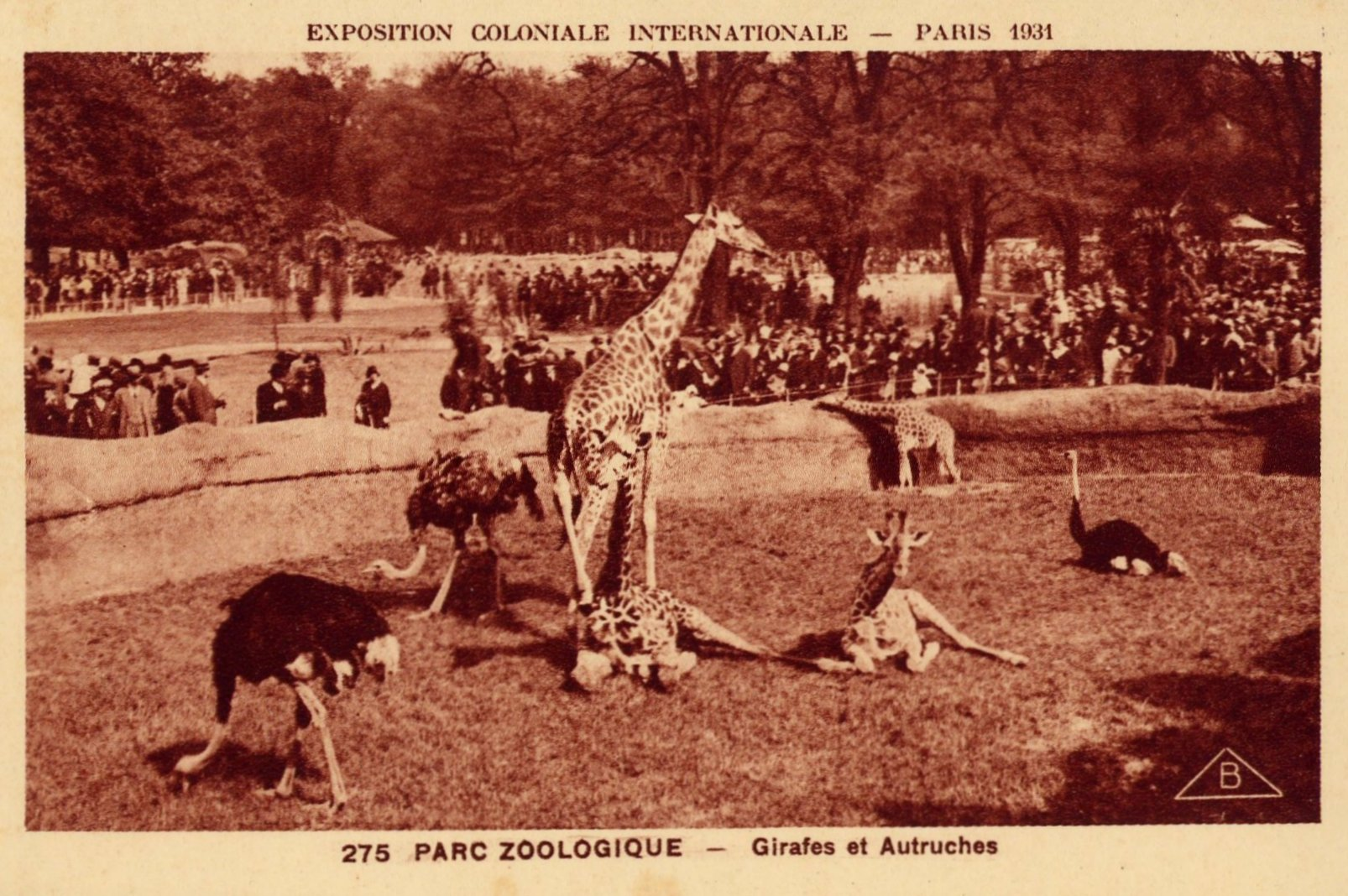
Recinto de jirafas en el zoo.

El Parque zoológico fue construido por la casa Carl Hagenbeck a raíz del surgimiento de un nuevo enfoque más moderno sobre los recintos zoológicos: sin rejas y con los animales en espacios abiertos separados del público mediante fosos. Es un parque temporal para el verano sin edificios que sirvan para mantener a los animales calientes en invierno. Se puede encontrar varias zonas:
- La sabana africana con antílopes, cebras, gacelas.
- El pantano africano con aves acuáticas.
- La roca de los monos.
- Zonas específicas para jirafas, avestruces, elefantes o leones.

Tras el enorme éxito de este zoológico, fue renombrado en 1932 como parque zoológico de Vincennes, cambiado de ubicación y ampliado con edificios para proteger a los animales en invierno.

#### La Sección del parque de atracciones

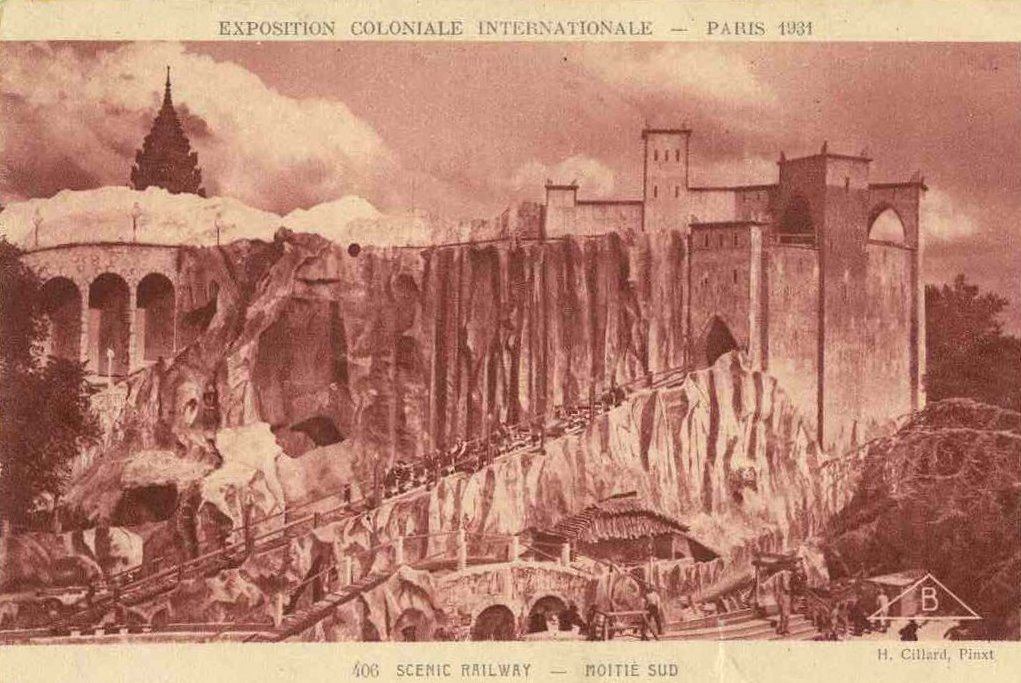
La montaña rusa Scenic Railway en el Parque de Gravelle.

El parque de atracciones se dividió en 2 partes:
- La primera parte es la del Park Gravelle situada entre la puerta Reuilly y el Palacio de Angkor Wat. Tenía diversas atracciones de feria, la más importante fue el Ferrocarril Escénico Scenic Railway, una montaña rusa con decoración colonial.
- La segunda parte constituyó el conjunto formado por la Île de Reuilly y la Île de Bercy, llamados «Islas de Bagdad» situadas en el lago Daumesnil; las islas acogieron flotas coloniales (canoas africanas, canoas del Pacífico, sampans de Asia), el teatro de Bagdad y restaurantes.

#### Las fuentes monumentales

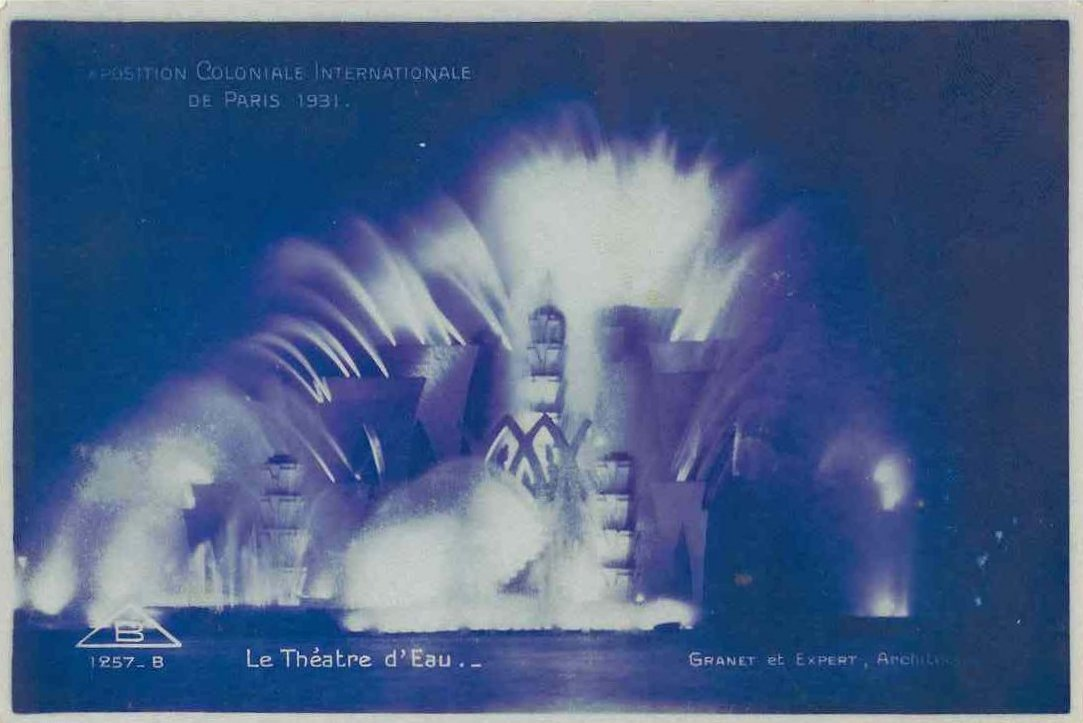
El teatro del agua.

En la Exposición fueron instaladas diversas fuentes monumentales:
- el «Teatro del agua»
- la «Grand Signal», fuente de 50 metros situada dentro del lago Daumesnil ;
- una de las tres «Ponts d'Eau» en el lago Daumesnil ;
- el «Cactus»

#### Los pabellones privados

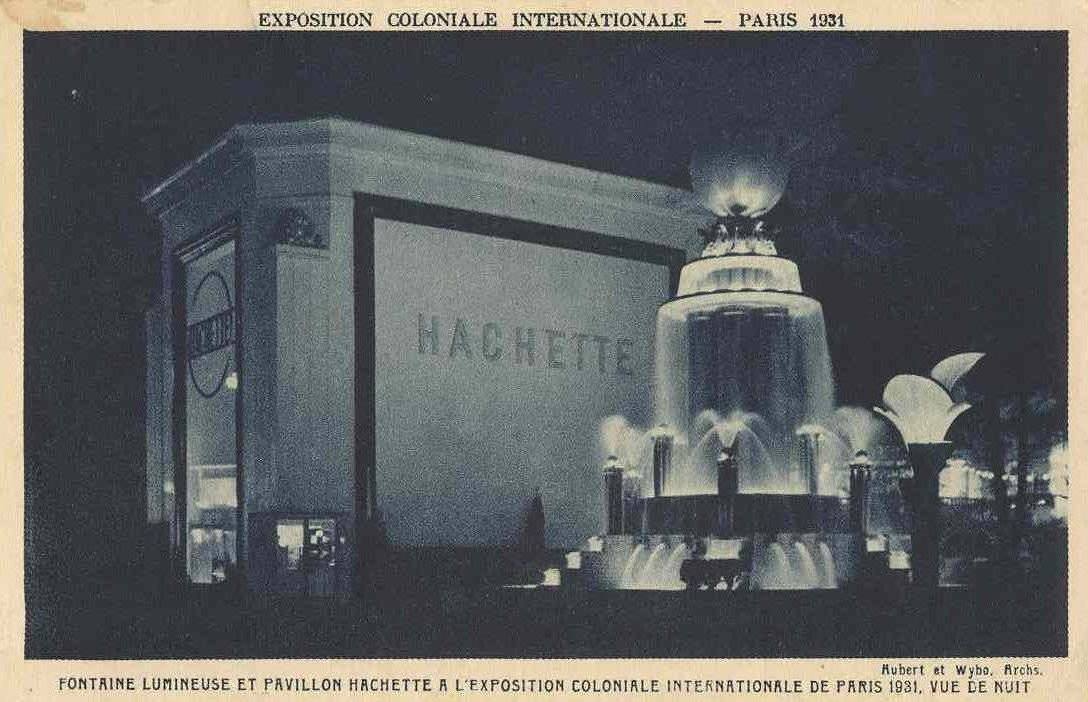
Pabellón del grupo de comunicaciones Hachette.

Dentro del recinto de la Exposición se instalaron alrededor de 200 pabellones privados con fines comerciales y publicitarios principalmente. Fueron, o bien cafés y restaurantes como Chez Jenny, L'Oasis o la Terrasse, o de empresas como Banania, Nestlé, Julien Damoy o Chocolat Menier.

### Secciones francesas

#### Sección de África ecuatorial francesa

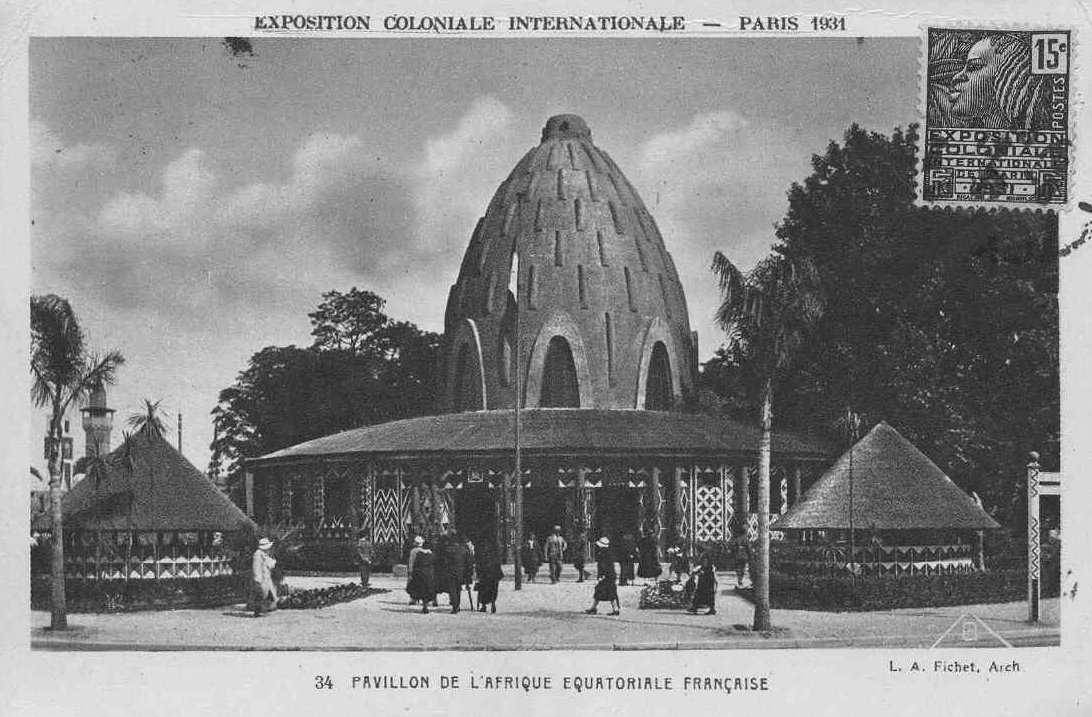
Pabellón de África ecuatorial francesa (AEF).

África ecuatorial francesa (AEF) fue una federación de 4 colonias :
- Gabón ;
- Medio Congo ;
- Oubangui-Chari ;
- Tchad.

El pabellón de África ecuatorial francesa (AEF) fue una reproducción de una casa indígena del Logone, afluente del Chari.

#### Sección de África occidental francesa

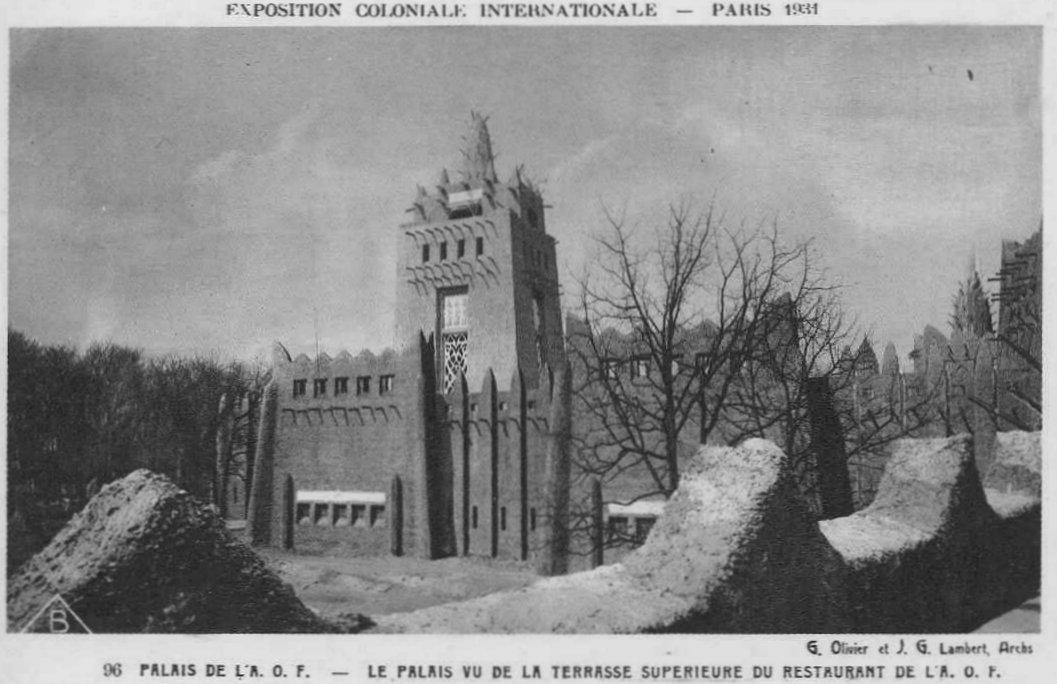
Pabellón de África occidental francesa (AOF).

África occidental francesa (AOF) fue una federación de 8 colonias :
- Senegal ;
- Guinea ;
- Côte d'Ivoire ;
- Dahomey ;
- Mauritania ;
- Sudán francés ;
- Alto Volta ;
- Níger.

Esta sección ocupó 4 hectáreas, con varios edificios:
- el Palacio de África occidental francesa, sede del Gobierno general del África occidental francesa, construido en barro según las técnicas de Sudán. En el centro del palacio hay una torre de 45 metros de altura
- un pueblo sudanés
- un pueblo indígena situado en el lago

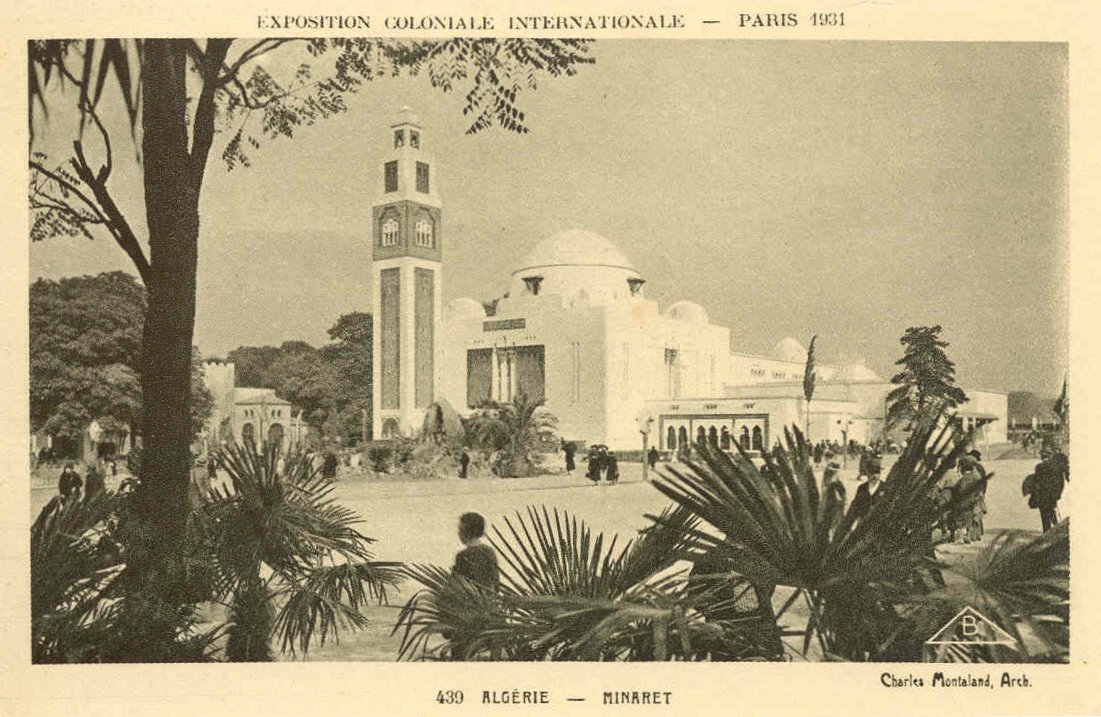
Pabellón de Argelia.

- un restaurante gastronómico

#### Sección de Argelia
El pabellón de la Argelia francesa presentó una mezcla de estilos de la arquitectura algeriana en dos fachadas:
- la fachada principal representaba un edificio europeo, flanqueado por un miravete
- la fachada sur reprentaba un conjunto de edificios del Sahara, decorados por Jean Bouchaud

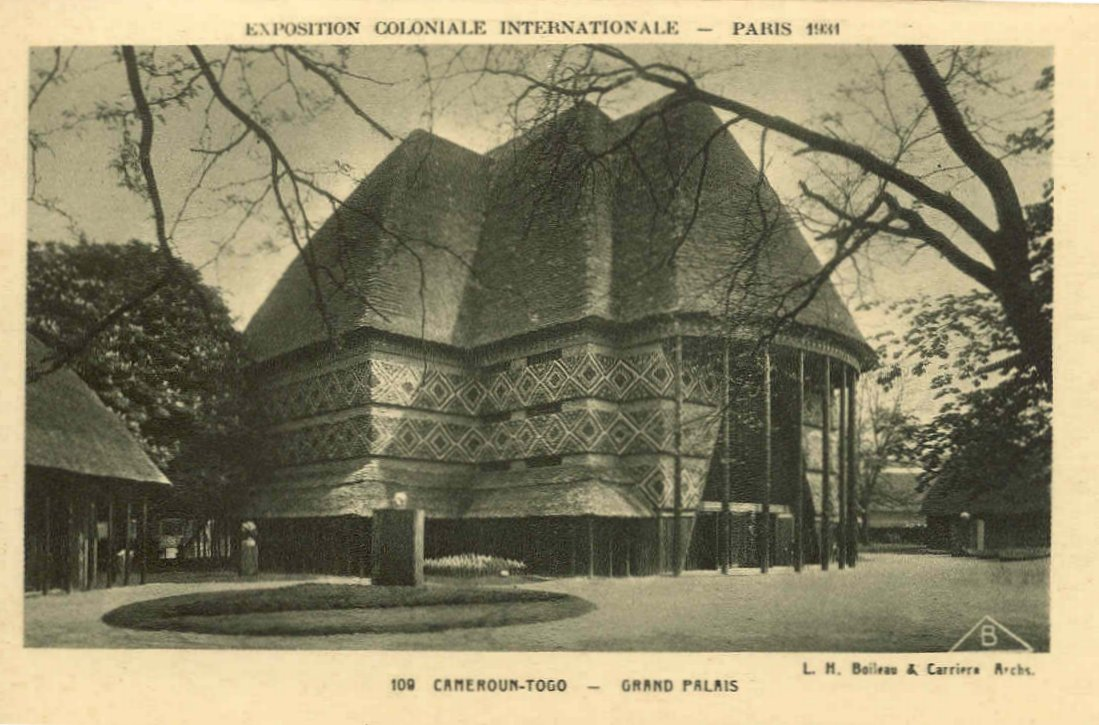
Pabellón de Camerún y Togo.

#### Sección de Camerún y Togo
La sección de Camerún y Togo estaba formada por la reproducción de casas de jefes e indígenas bamouns del Camerún.
Los pabellones aún están presentes en el Bois de Vincennes, son los edificios principales de la Pagoda de Vincennes.

#### Pabellón de Somalia francesa

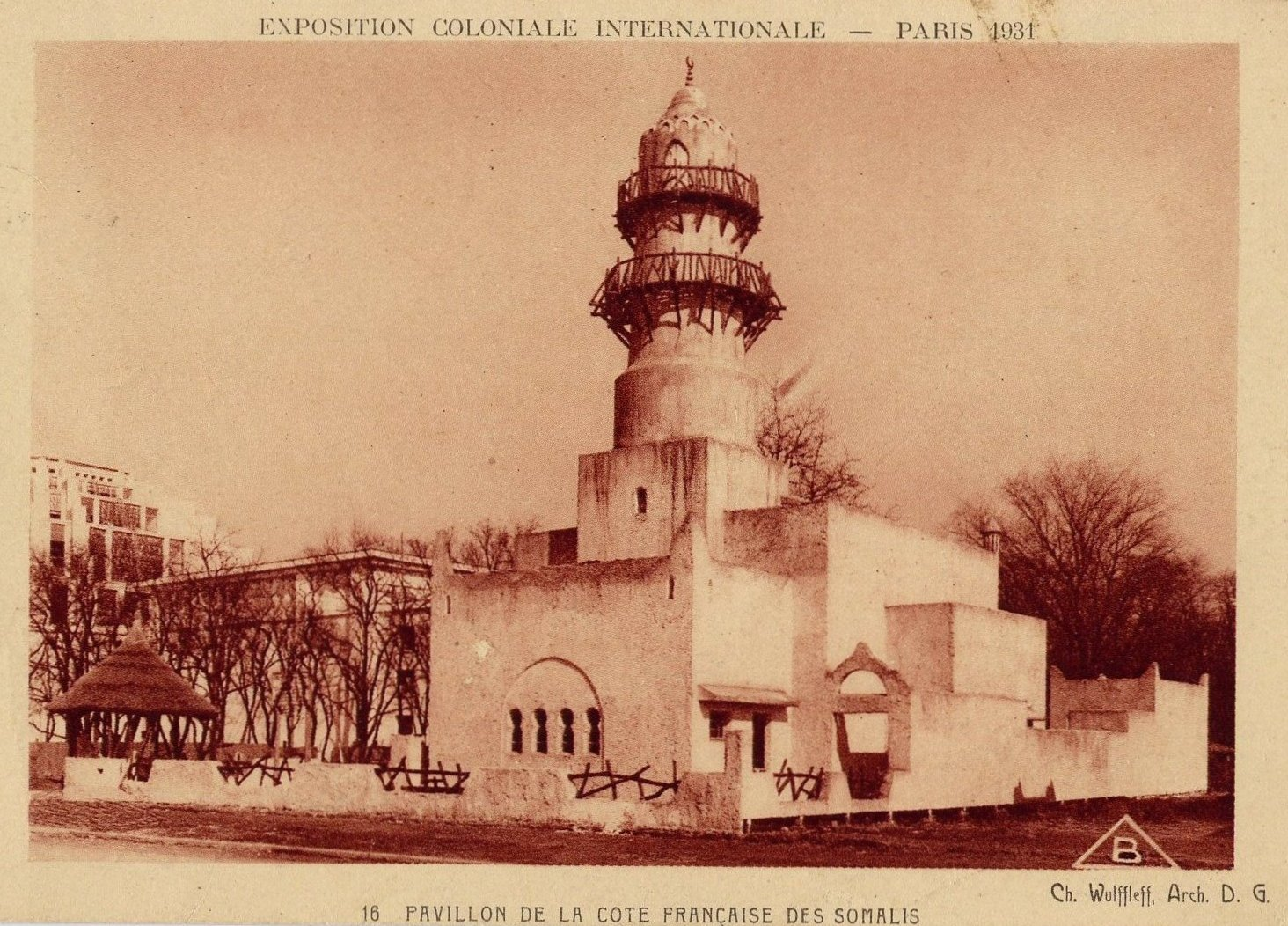
Pabellón de Somalia francesa.

El Pabellón de la Somalia francesa es una reproducción de la mezquita Ammoudy de Yibuti, donde se expuso la economía de esta colonia francesa.

#### Pabellón de Siria y Líbano

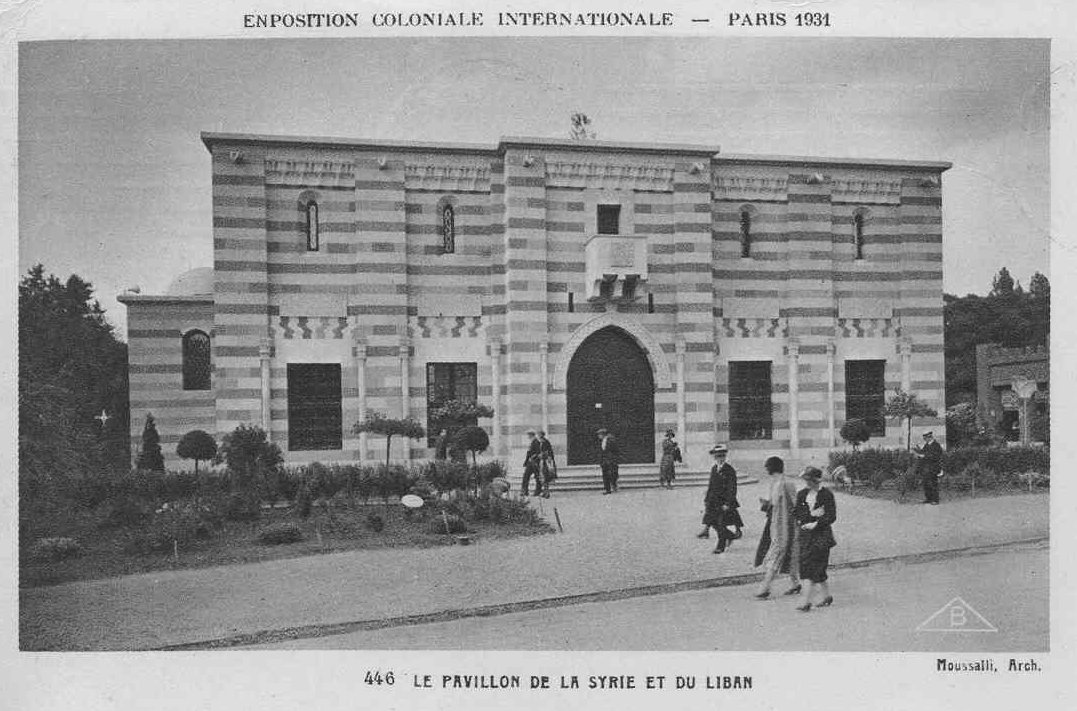
Pabellón de Siria bajo mandato francés y del Gran Líbano.

El Pabellón de Siria bajo mandato francés y del Gran Líbano, ambos administrados bajo el Mandato de la Sociedad de Naciones reproducía el Palacio de Azm de Damasco y el Palacio de Beit ed-Dine del Líbano. Su exterior austero esconde un jardín interior rodeado de galerías con columnas.

#### Pabellón de Guadalupe

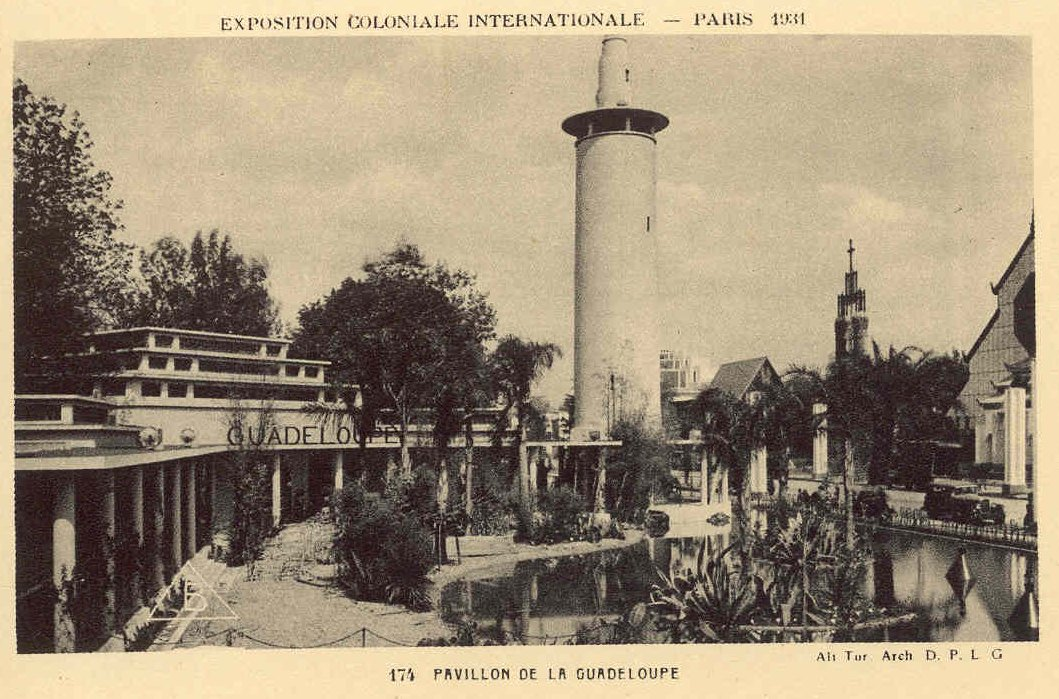
Pabellón de Guadalupe.

El Pabellón de Guadalupe fue una reproducción de una reconstrucción de una bahía de la isla: se creó un arroyo a lo largo del cual se creó una playa de arena blanca y un faro de 23 metros de altura.
Este Pabellón presentó los recursos económicos de la isla y mostraba el biguine y otros tipos de música intrínsecos de la colonia.

#### Pabellón de la Guayana

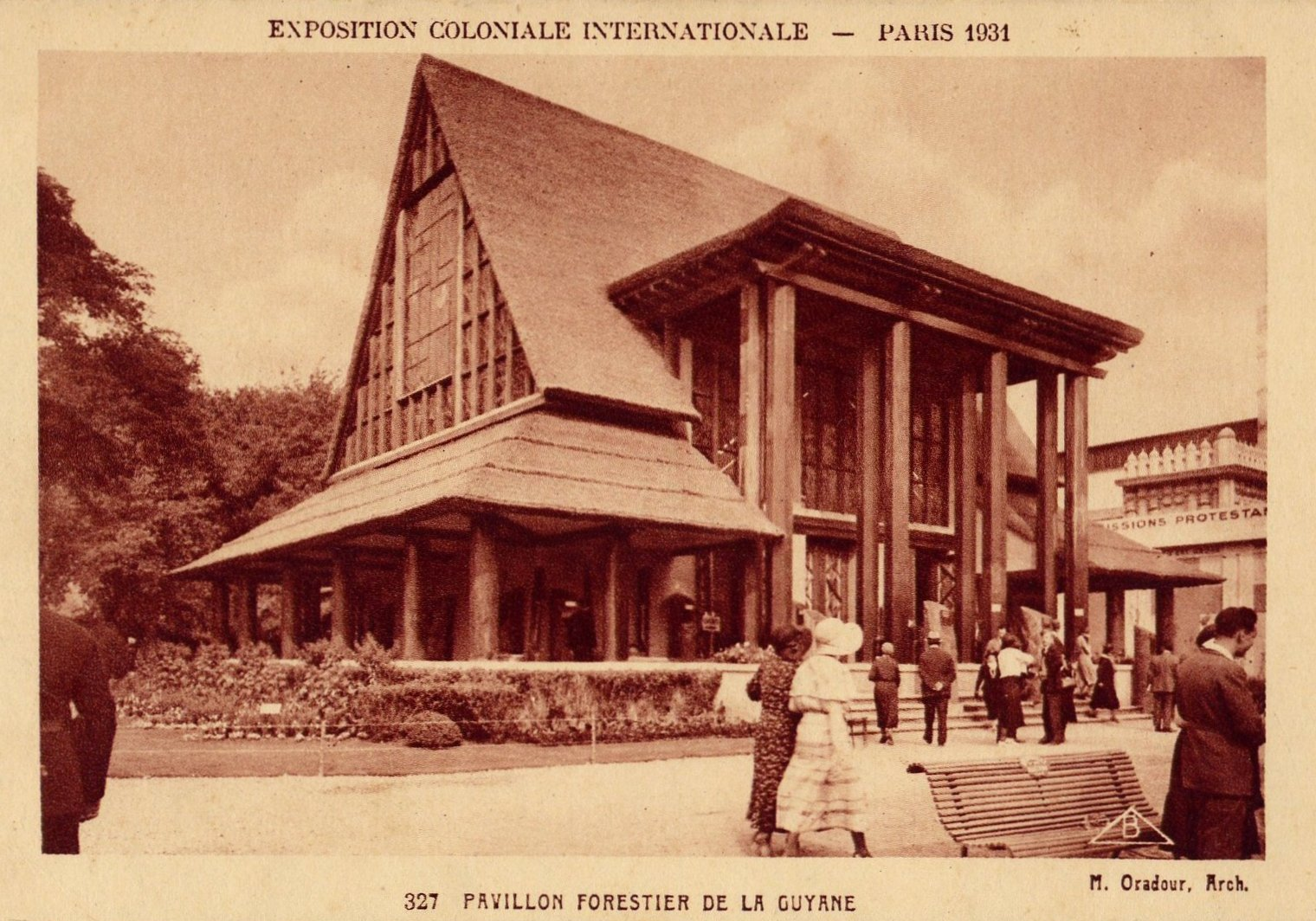
Pabellón de la Guayana.

El Pabellón de la Guayana exhibió en su interior una colección de maderas preciosas.

#### Pabellón de la India francesa

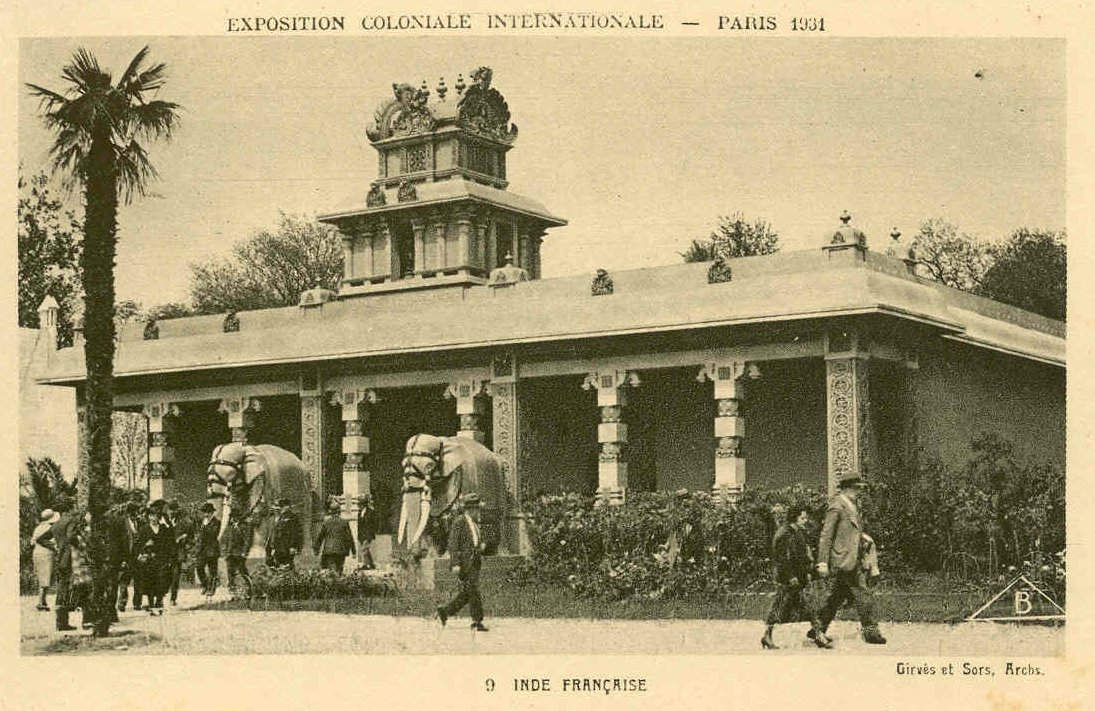
Pabellón de la India francesa.

El Pabellón de la India francesa representación de una residencia hindú de Puducherry con elefantes esculpidos en piedra sobre su fachada, obra del escultor Jean Magrou.

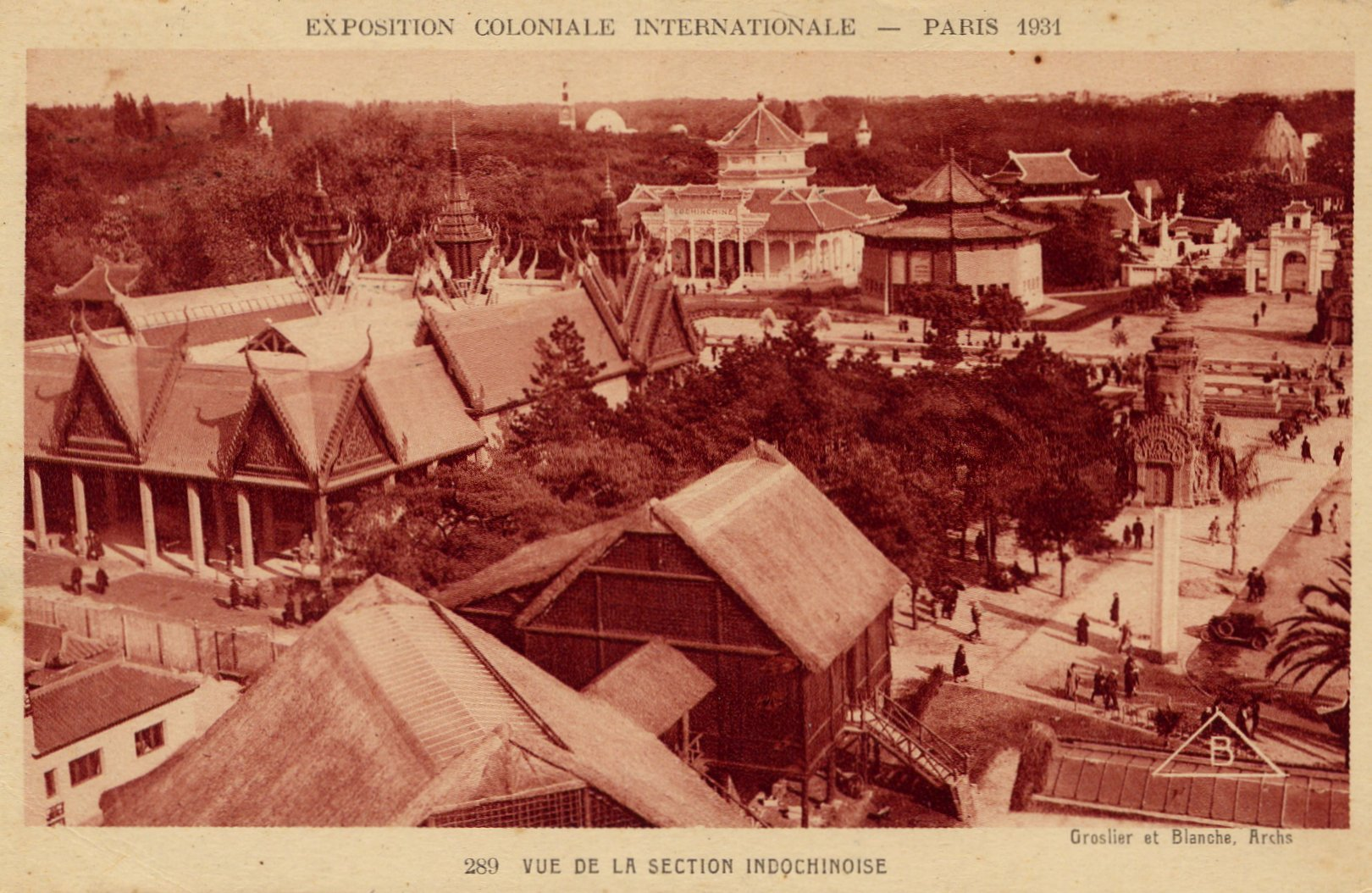
Vista general de la sección de la Indochina francesa.

#### Sección de Indochina
La Indochina francesa fue el conjunto formado por una colonia, la Cochinchina, y 4 protectorados: Tonkín, Annam, Laos y Camboya.

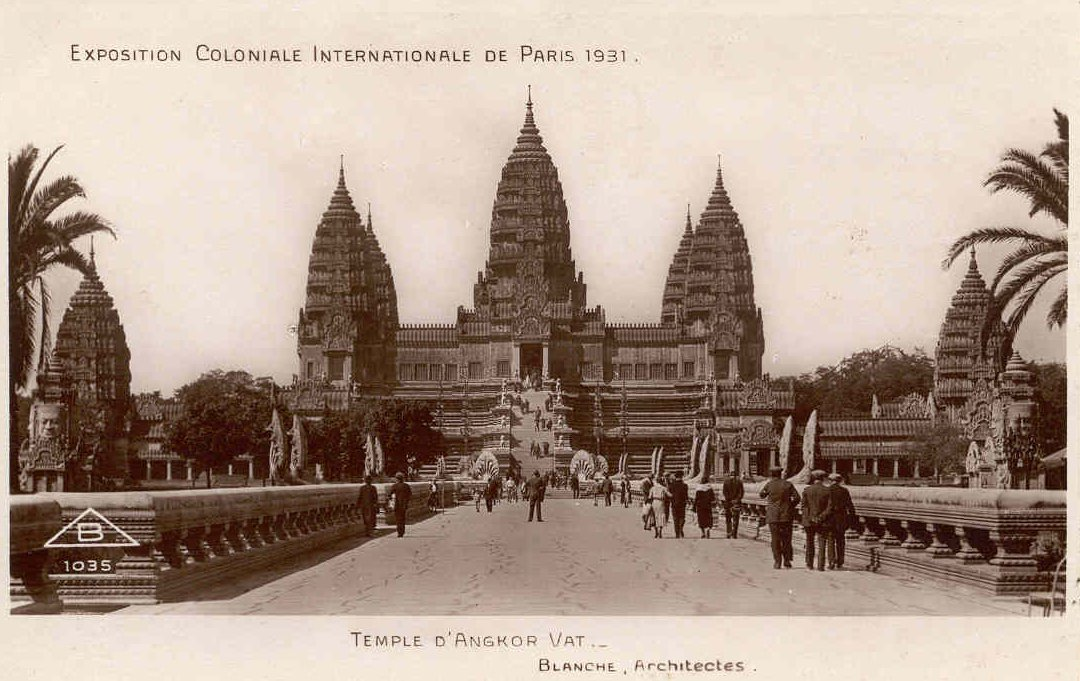
El templo de Angkor Vat.

La sección de Indochina ocupó 9 hectáreas y estuvo dividida en varias subsecciones:
- la subsección de Tonkín representaba la reproducción de una villa indígena construida alrededor del "Dinh", con tiendas artesanales y una pagoda entre otros
- la subsección de Annam tenía dos pabellones rodeados por jardines imperiales.
- la subsección de la Cochinchina representaba un palacio de estilo neo-annamita inspirado en el Museo Blanchard de la Brosse de Saigón
- la subsección de Laos representaba una aldea con la reproducción de la pagoda de Vientián
- la subsección de Camboya fue la más grande y presentó la reproducción de la sede del gobierno de Indochina, un Pabellón reproduciendo el museo Albert-Sarraut de Phnom Penh, un Pabellón octogonal de estilo annamita y el templo de Angkor Vat.

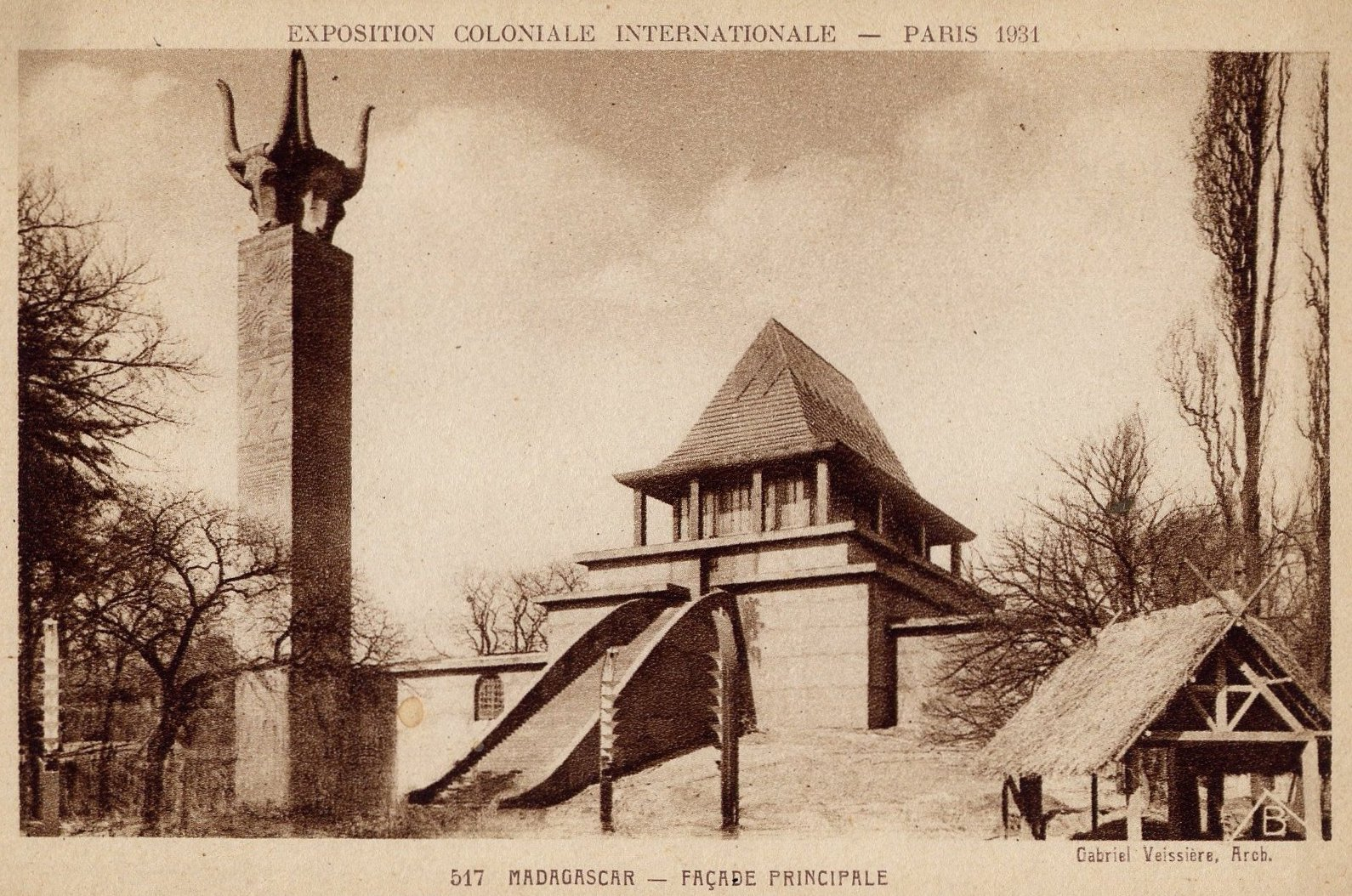
Pabellón de Madagascar.

#### Pabellón de Madagascar
La sección de Madagascar presentó diferentes edificaciones:
- la casa Real, reproducción de la casa del rey Andrianampoïnimérina
- la Torre de los Bucráneos, símbolo de la riqueza de Madagascar
- el Taller de Artes Aplicadas
- el pórtico de las islas Comoras, réplica del de Moroni.
- le teatro Malgache

#### Pabellón de Marruecos

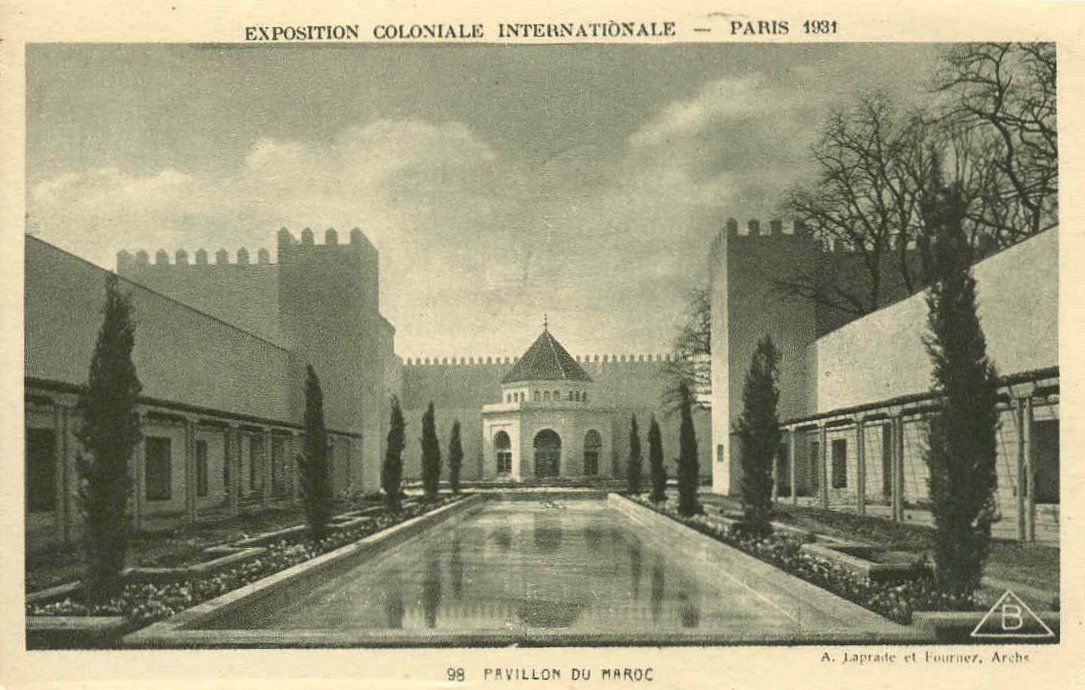
Pabellón del Protectorado francés de Marruecos.

El Pabellón del Protectorado francés de Marruecos representó un palacio inspirado en el de Maghzen, rodeado por amplios patios.
Un canal de agua bordeado por jardines de estilo andaluz terminaba en un zoco.

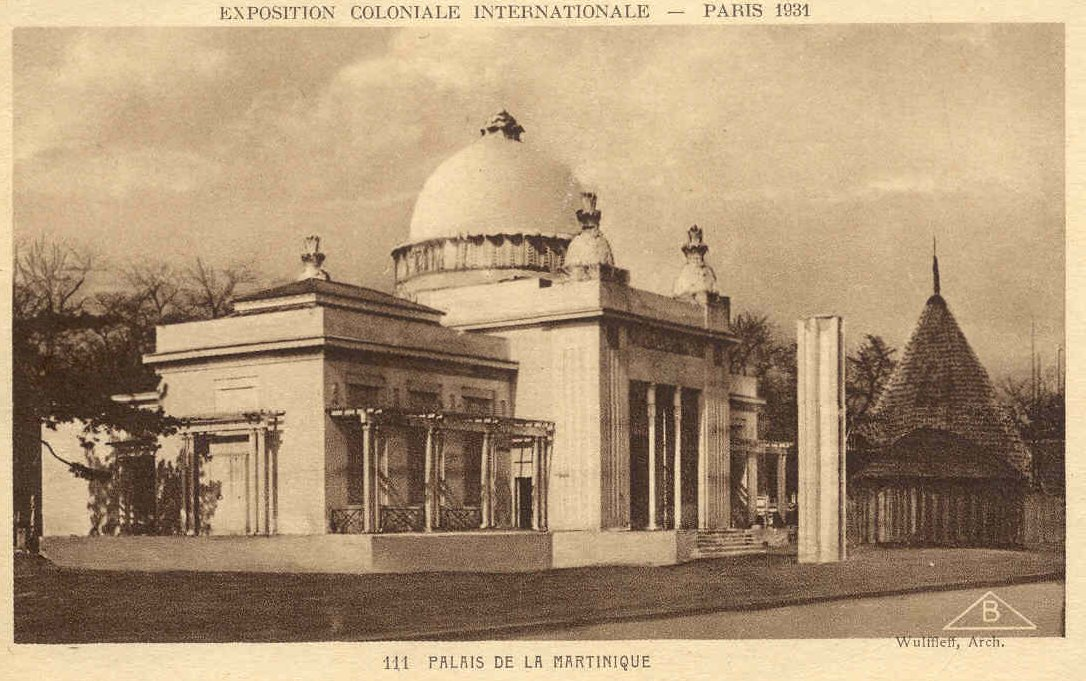
Pabellón de la Martinique

#### Pabellón de la Martinica
El Pabellón de Martinica evocaba las casas de los ricos hacendados criollos.

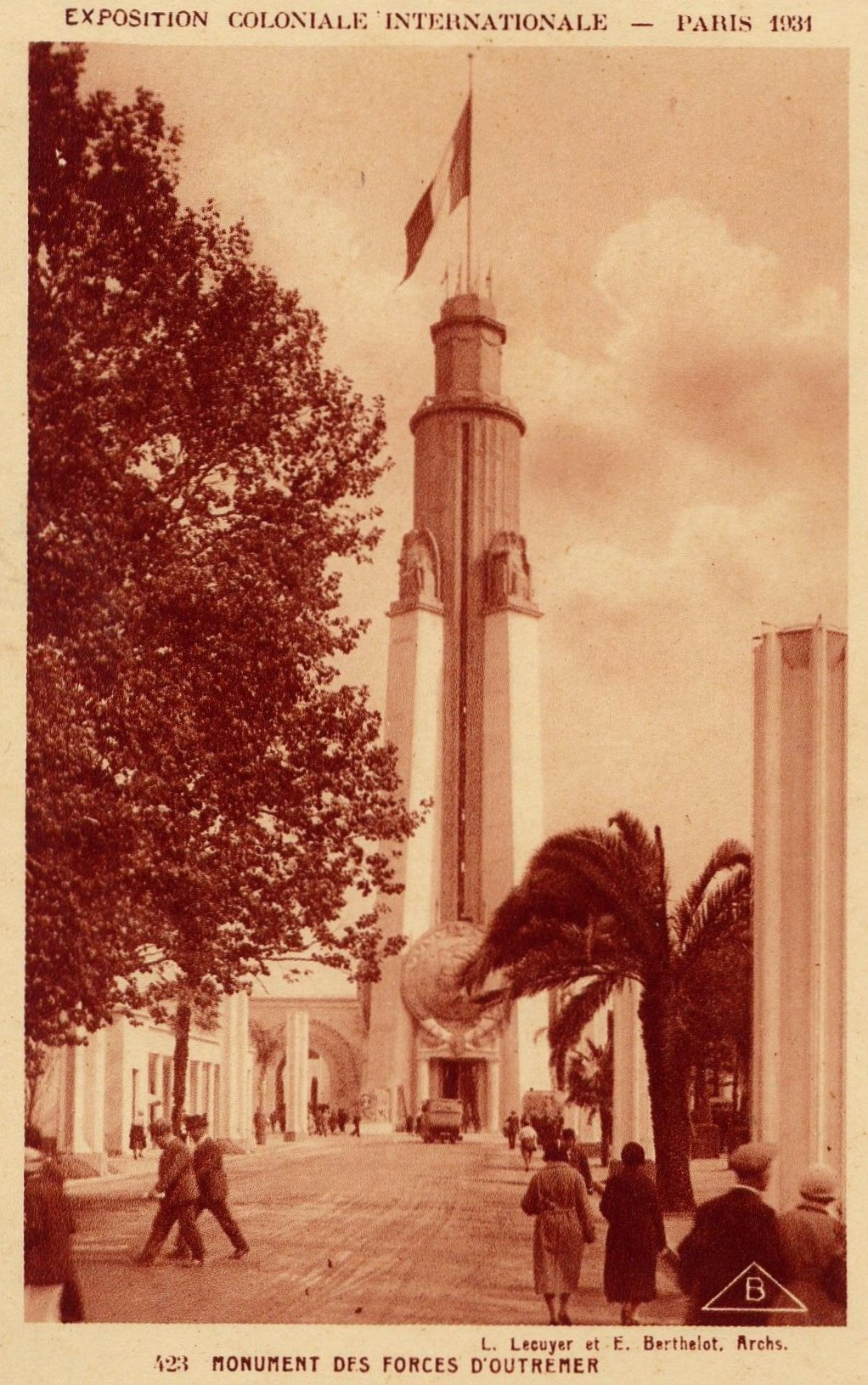
Monumento a las Fuerzas de ultramar.

#### Monumento a las Fuerzas de ultramar
El monumento a las fuerzas de la Francia de ultramar representaba el trabajo y servicios del ejército colonial en ultramar. Era una collumna de bronce de 82 de alto flanqueada por cuatro escudos.

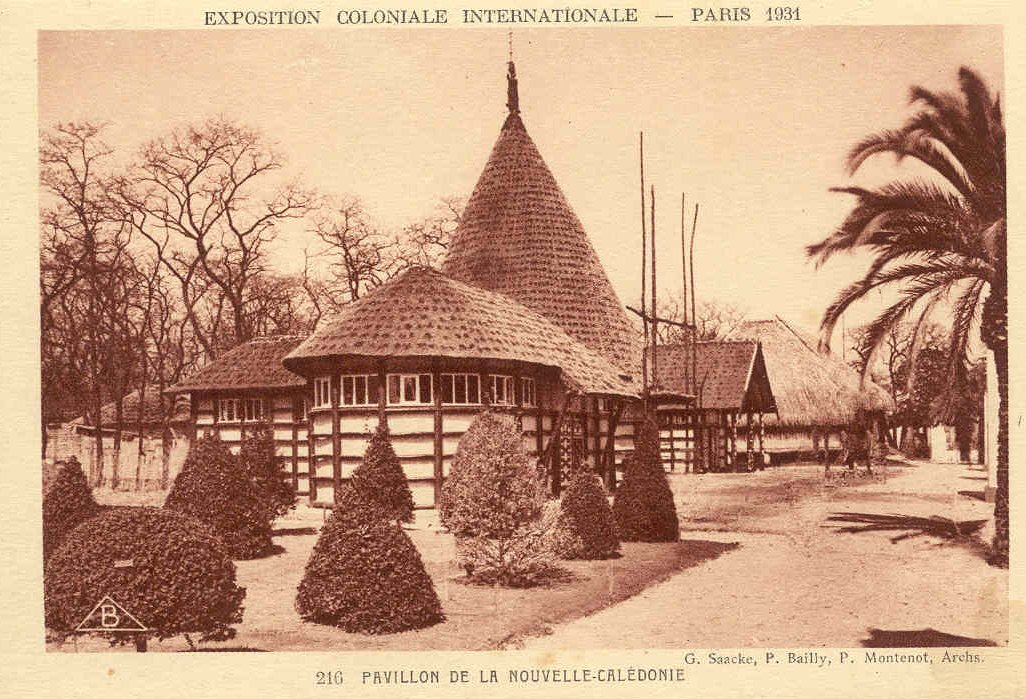
Pabellón de Nueva Caledonia.

#### Pabellón de Nueva Caledonia
La sección de Nueva Caledonia y sus dependencias estuvo representada por tres pabellones :
- el Pabellón de la Nueva Caledonia
- el Pabellón de las islas Wallis y Futuna
- el Pabellón de la República de Vanuatu, condominio franco-británico

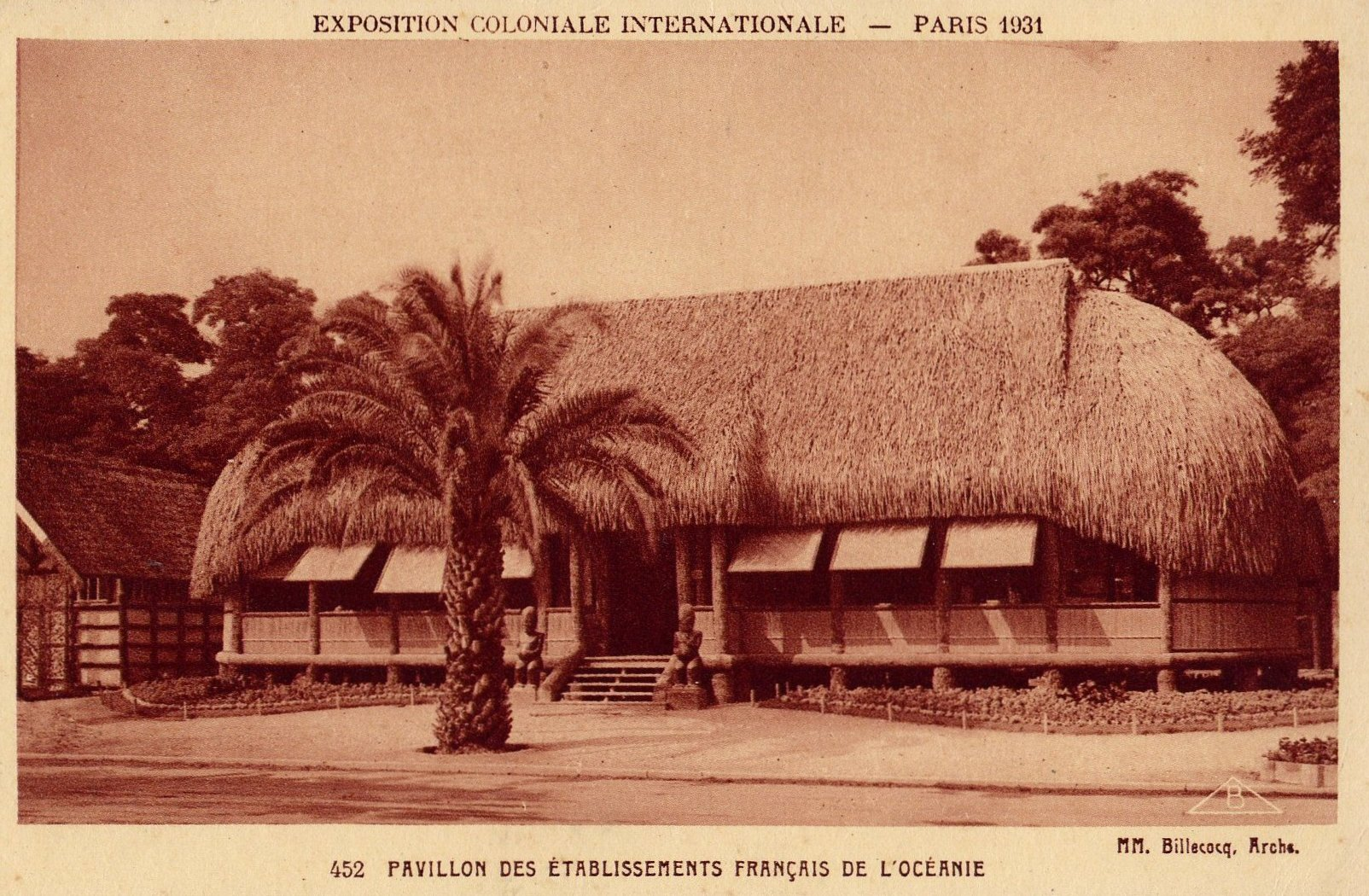
Pabellón de Oceanía.

#### Pabellón de Oceanía
El Pabellón de las colonias francesas de Oceanía representó una casa polinesia construida con troncos de cocoteros y bambú. 

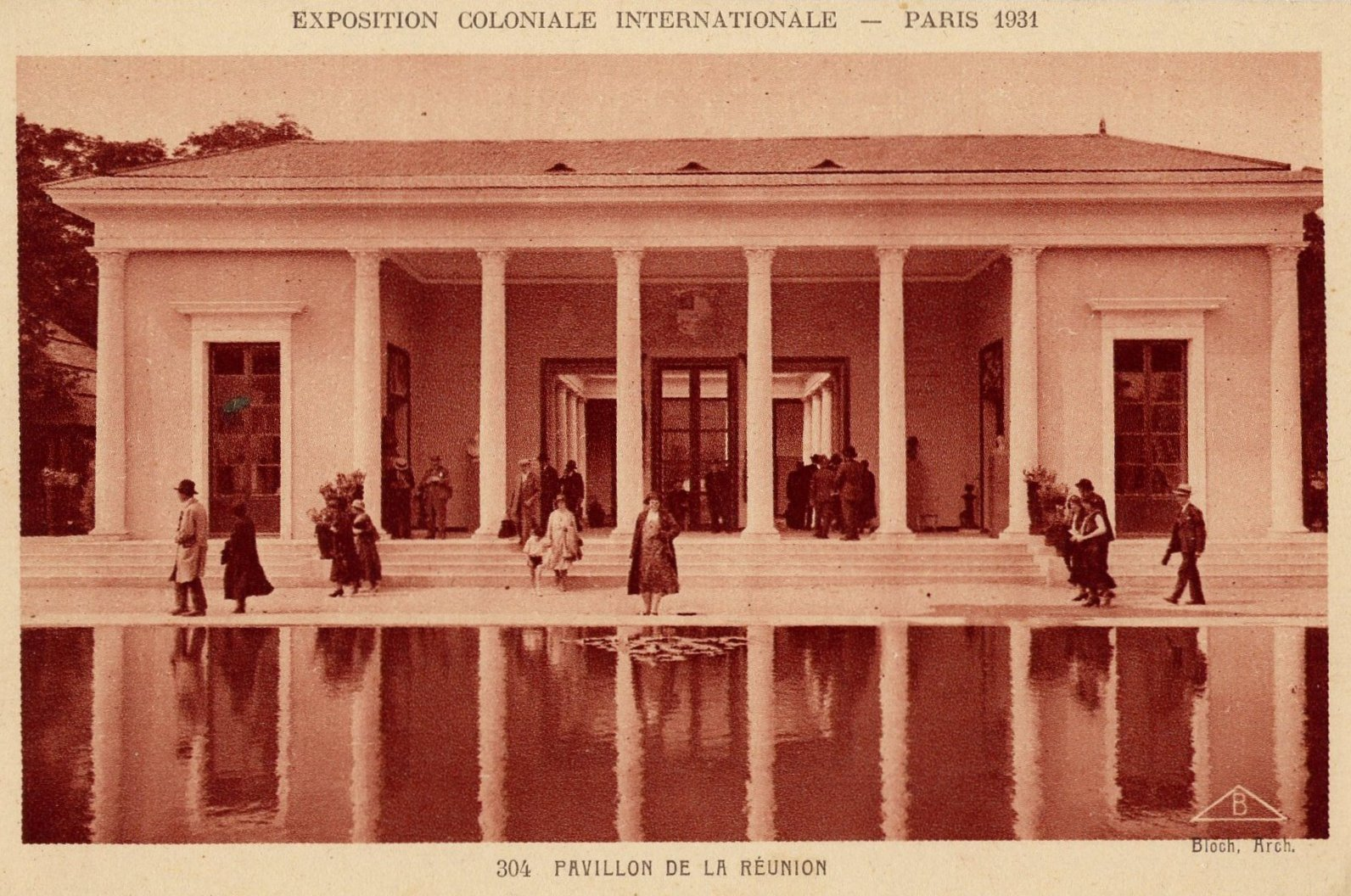
Pabellón de Reunión.

#### Pabellón de Reunión
El Pabellón de Reunión era una elegante réplica de la Villa de la propriété Maureau (Domaine du Chaudron), albergó una exposición sobre los recursos de la isla. 

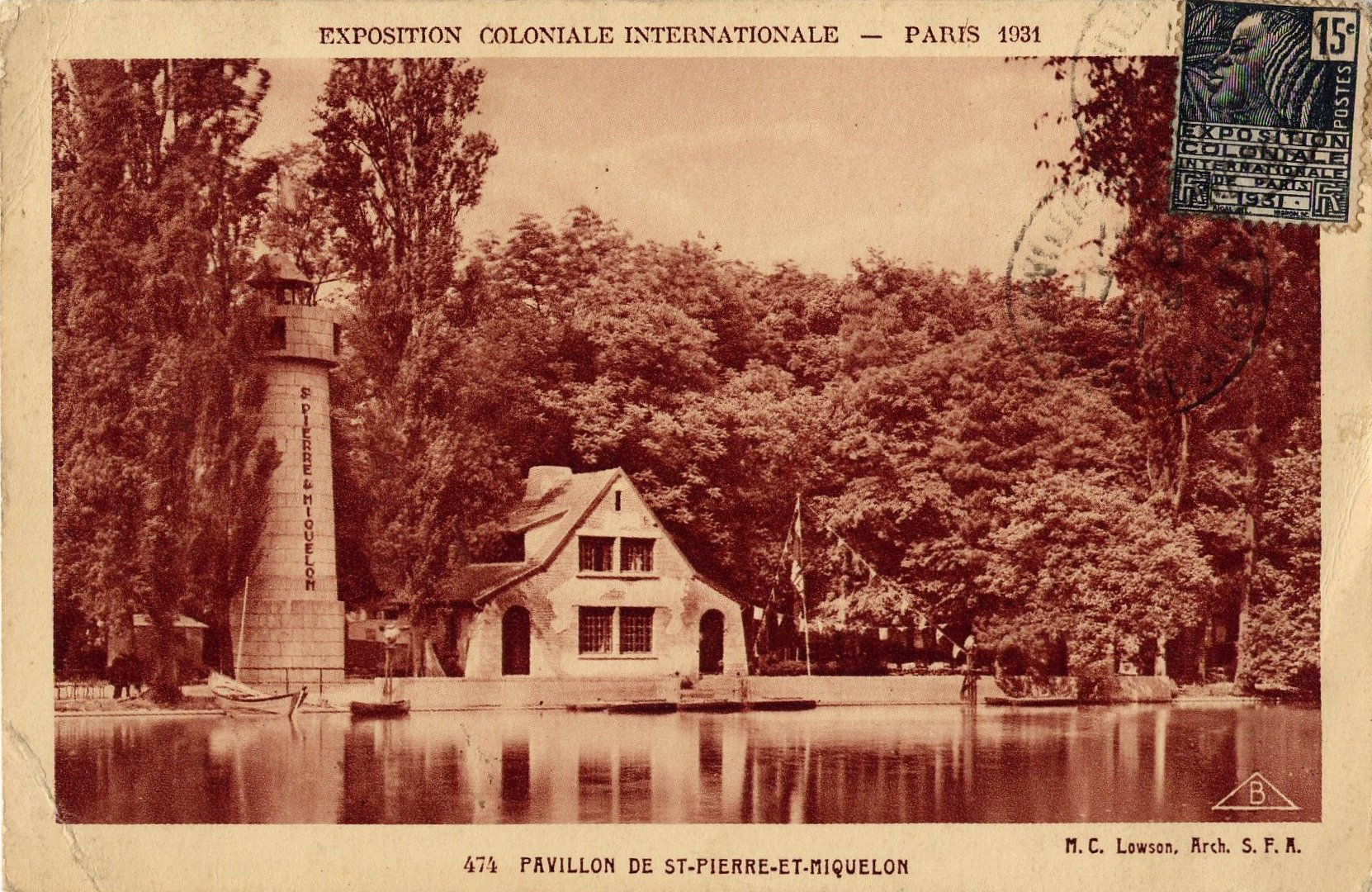
Pabellón de San Pedro y Miquelón.

#### Pabellón de San Pedro y Miquelón
El Pabellón de San Pedro y Miquelón presentó una sencilla cabaña de pescador con sus doris en el lago y un faro con múltiples luces.

#### Sección de Túnez

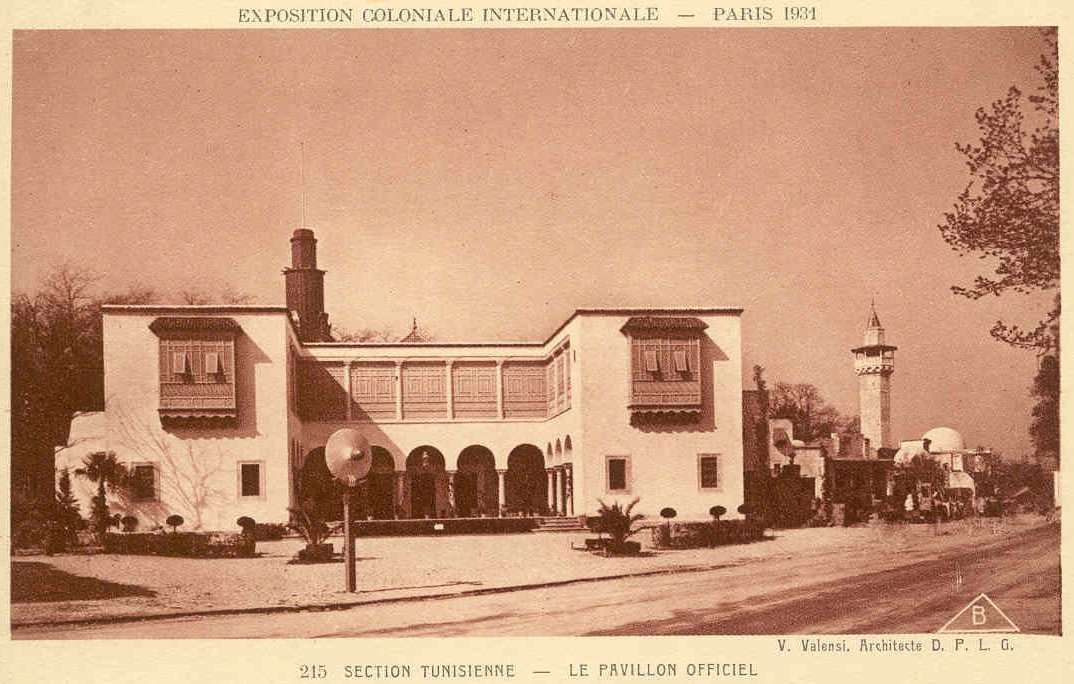
Pabellón del Protectorado francés de Túnez.

La sección tunecina se instaló en uno de los lados de la « place de l'Afrique du Nord ». Fue representada por varios edificios y estructuras:
- el Pabellón oficial del Protectorado francés de Túnez
- los zocos de trabajadores del cuero, el Barka (joyeros) y la reconstrucción de un barrio de Túnez
- el minarete de Sidi ben Ziad flanqueado por un morabito de estilo islámico
- un café típico moro

### Secciones extranjeras

#### Sección de Bélgica

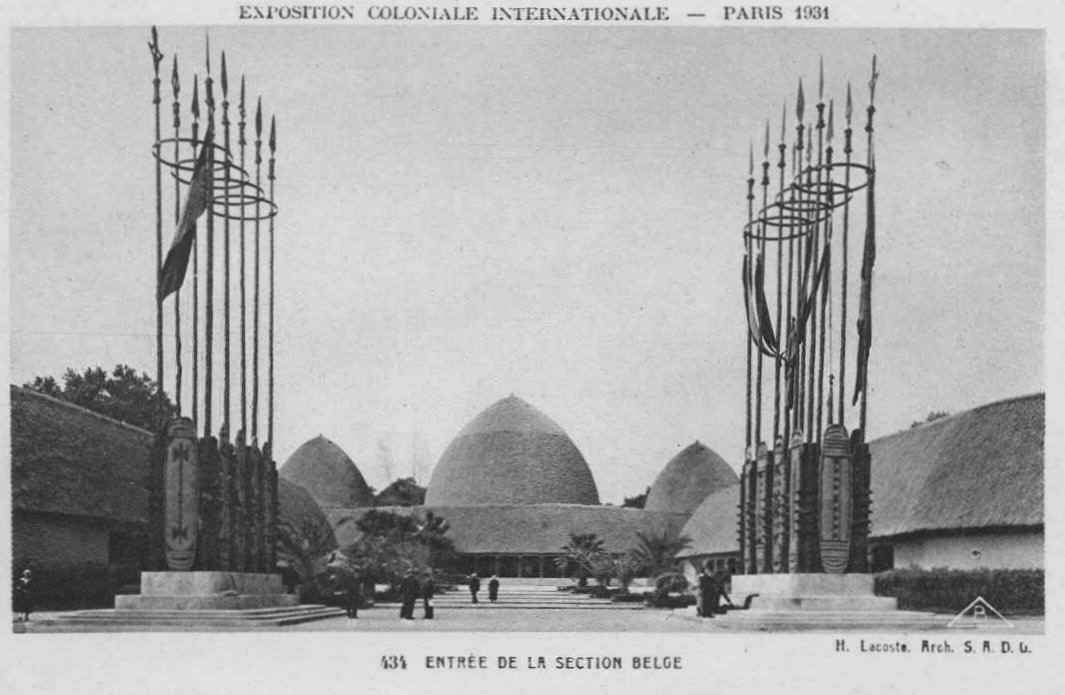
Pabellón de Bélgica.

La sección del Congo belga ocupó unas 2 hectáreas y más de 10000 m² de constructiones, en torno a un gran patio, presidido por una puerta monumental:
- en el centro, el Pabellón de honor cubierto con un techo de paja y tres cúpulas
- los pabellones laterales exhibían la industria metropolitana y exótica del Congo belga

#### Pabellón de Dinamarca

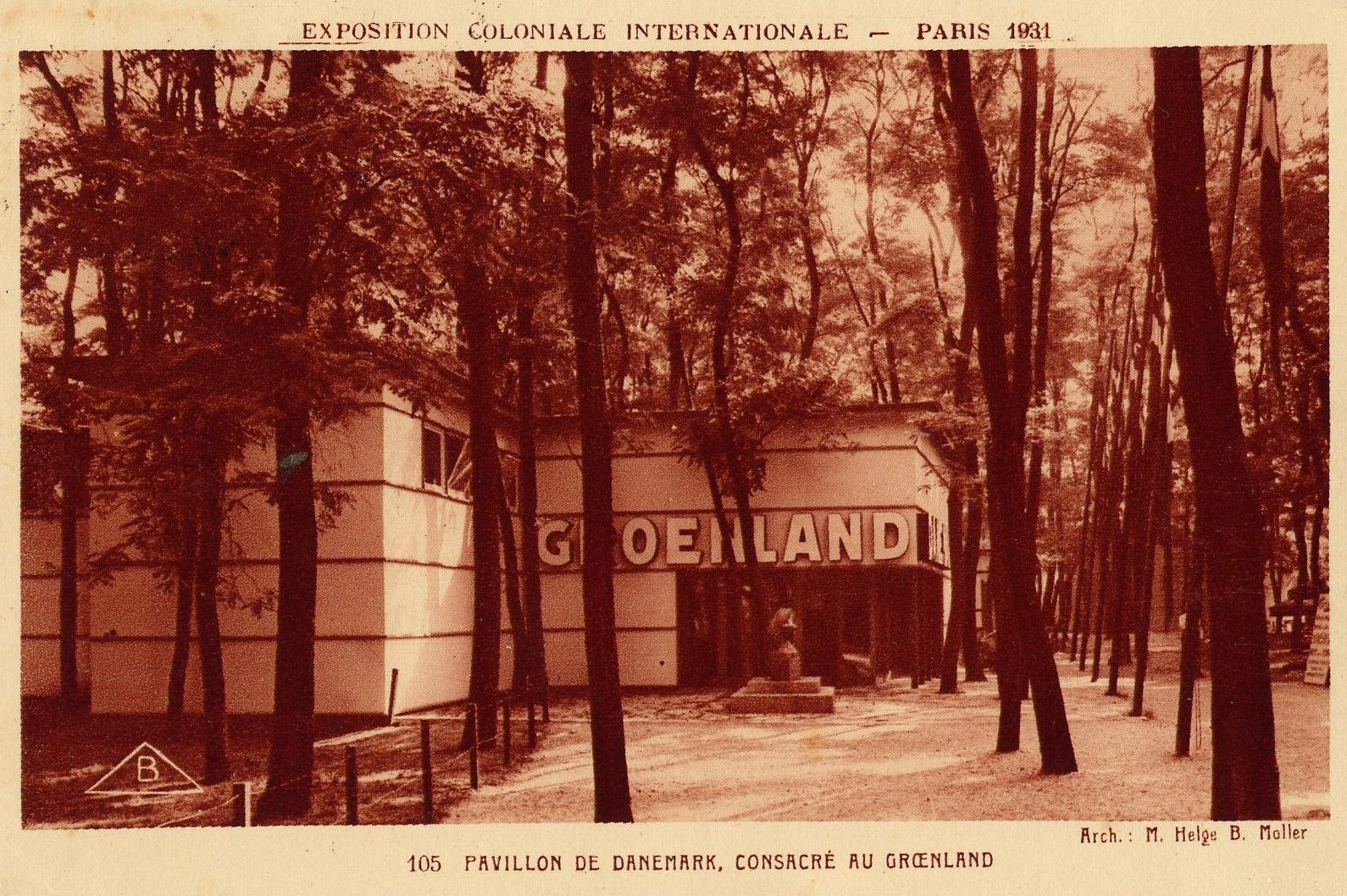
Pabellón de Dinamarca.

El Pabellón de Dinamarca, de estilo moderno, fue dedicado a Groenlandia y mostraba las condiciones de vida en esta colonia.

#### Sección de los Estados Unidos

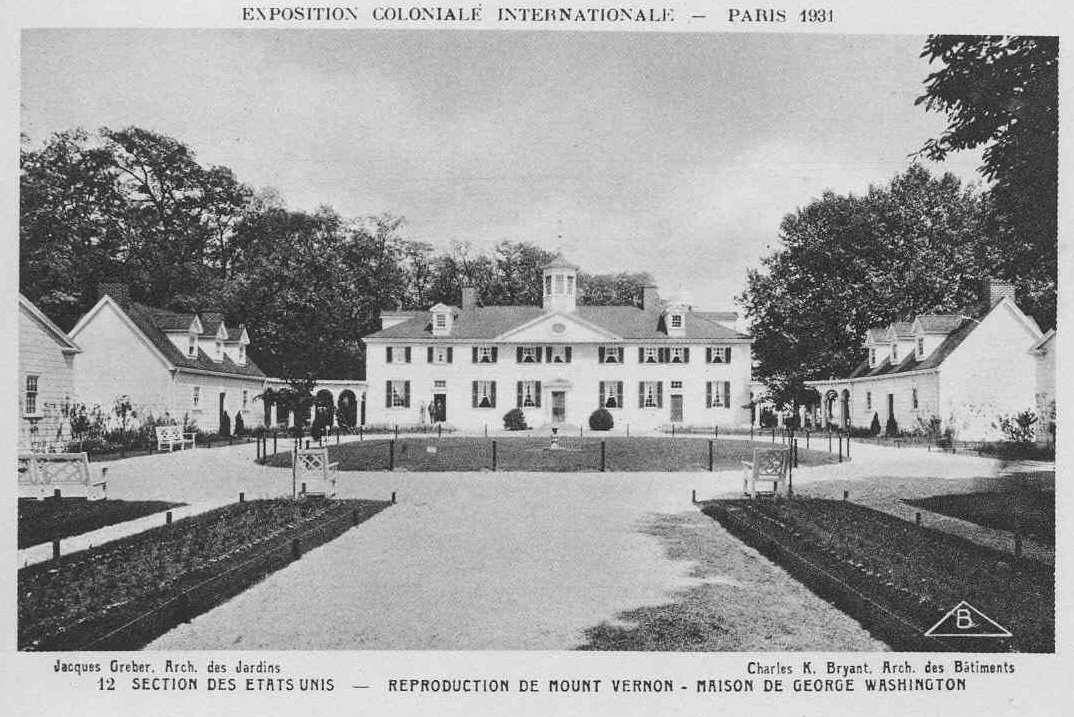
Pabellón de los Estados Unidos.

La sección de los Estados Unidos fue dispuesta alrededor de la reproducción de la casa de George Washington en Mount Vernon, construida en 1743. Dos pequeñas casas conectadas por galerías cubiertas situadas a ambos lados de la casa, representando la cocina y la oficina de G. Washington, albergaron una exposición sobre el territorio de Alaska.
Otros edificios del mismo estilo expusieron colecciones sobre los territorios extranjeros: las islas del Caribe y del Pacífico.

#### Sección de Italia

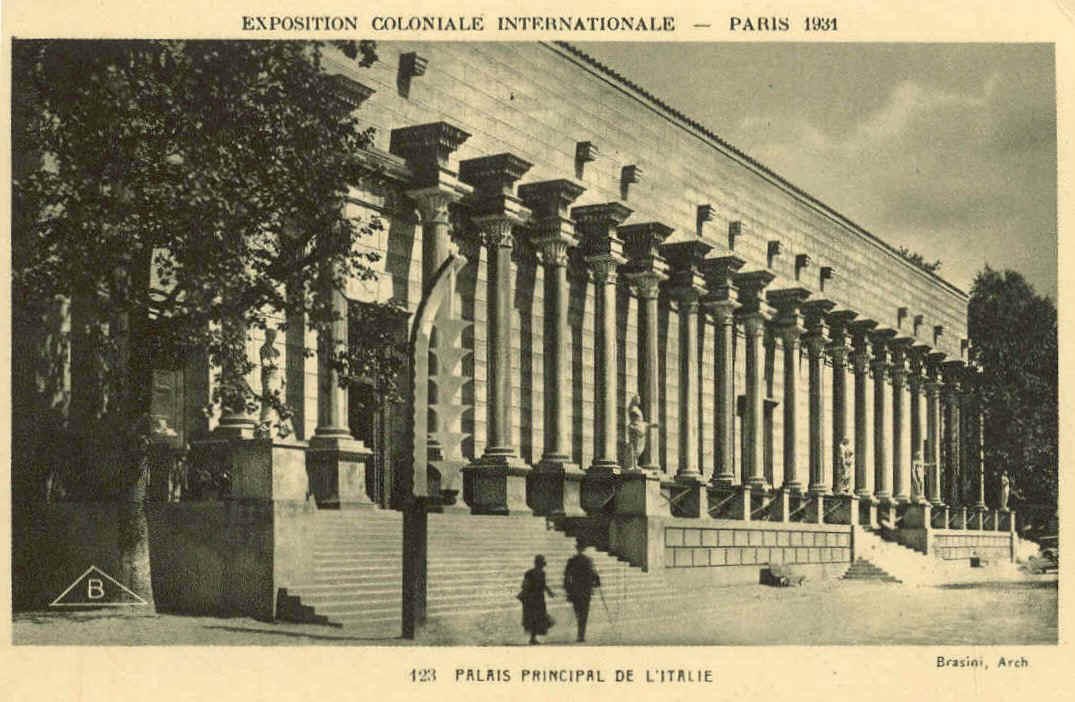
Pabellón de Italia.

El Pabellón del Reino de Italia ofreció el siguiente conjunto de monumentos:
- el Pabellón principal fue una reproducción de la basílica de Leptis Magna de Libia, monumento romano del siglo II, que albergó exposiciones sobre las colonias italianas: Somalia italiana, Eritrea, Libia
- el Pabellón de Rodas, de estilo medieval y flanqueado por 7 torres, dedicadas a la historia de la isla
- una fuente monumental rodeada por 2 morabitos, carpas africanas y nómadas beduinas
- un restaurante y barcos somalíes (dhows) navegando por el lago.

#### Sección del Reino Unido

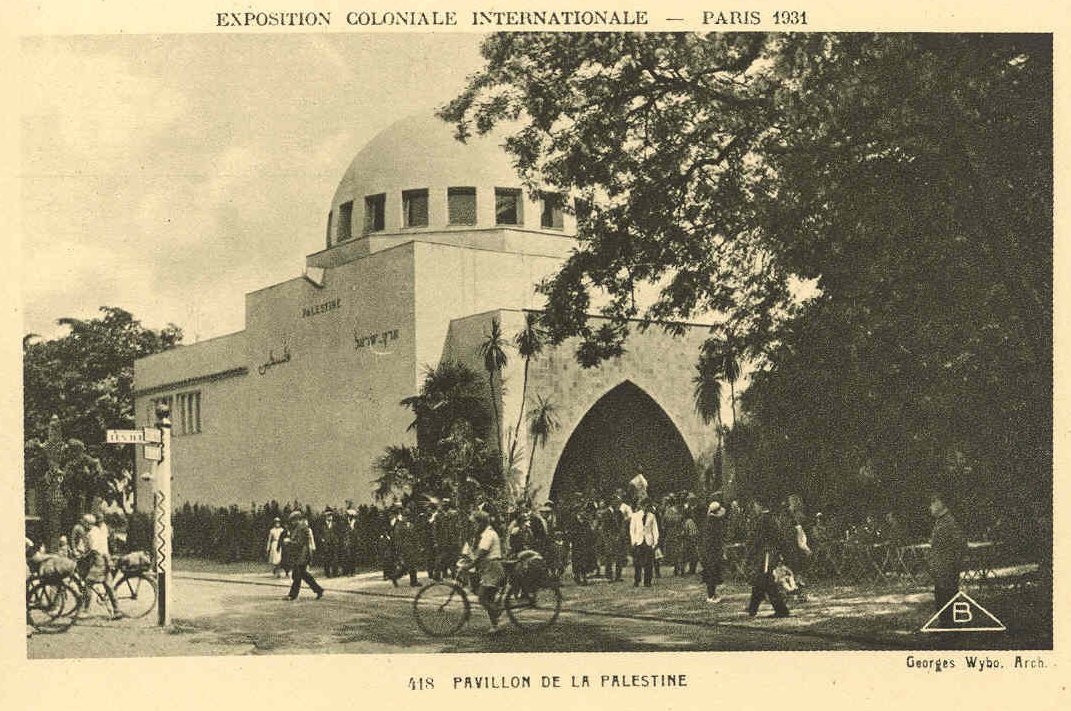
Pabellón de Palestina.

La sección del Reino Unido presentó 2 pabellones : 
- el Pabellón de la Palestina mandataria, administrada por el Reino Unido bajo Mandato de la Sociedad de Naciones, inspirado en la tumba de Raquel y de la mezquita de Omar en Jerusalén
- el Pabellón de las Indias británicas, reproducción del mausoleo de Itimad-Ud-Daulah de Agra

#### Sección de los Países Bajos

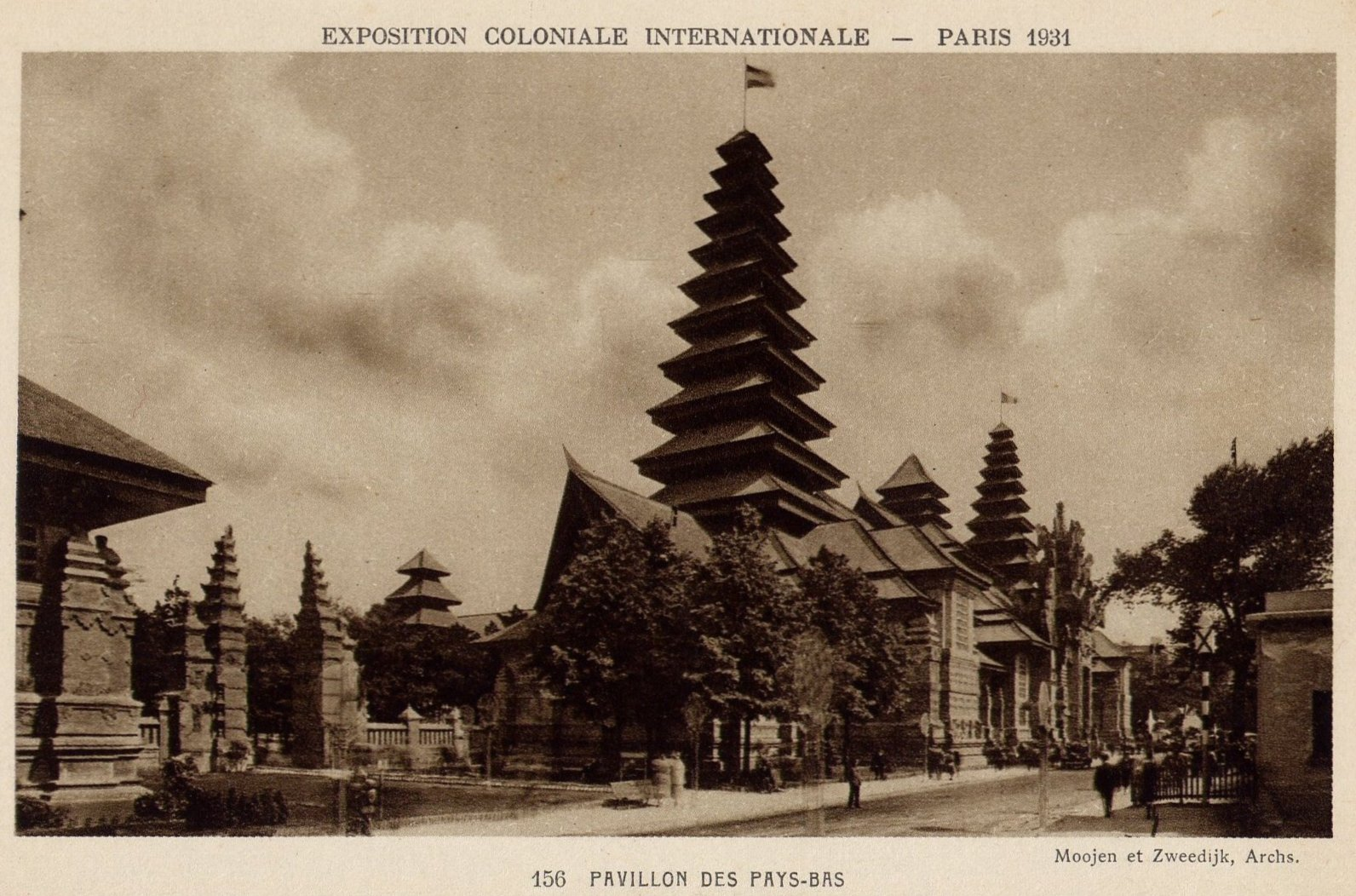
Pabellón de los Países Bajos.

La sección de los Países Bajos se compuso por un Pabellón principal y un conjunto de pequeños pabellones:
- el Pabellón principal fue construido según la arquitectura malaya; el edificio estaba ricamente decorado con esculturas de piedra, y cubierto por un tejado con dos imponentes torres de 50 m. Con una superficie de 6 000 m² albergaba colecciones de arte hindú-javanés y de Budas, así como mostraba la economía de las tres colonias de los Países Bajos: las Indias Orientales Neerlandesas, la Guayana Neerlandesa y el Curazao
- un pequeño pabellón con un acuario tropical
- entre otros dos pabellones se encontraba la plaza del indígena, a la que se accedía por la puerta Bali, una puerta de piedra tallada monumental, esta plaza se utilizó principalmente para espectáculos de danza;
- un pabellón representando al país de Batak
- un restaurante holandés y un restaurante indio .

#### Sección de Portugal

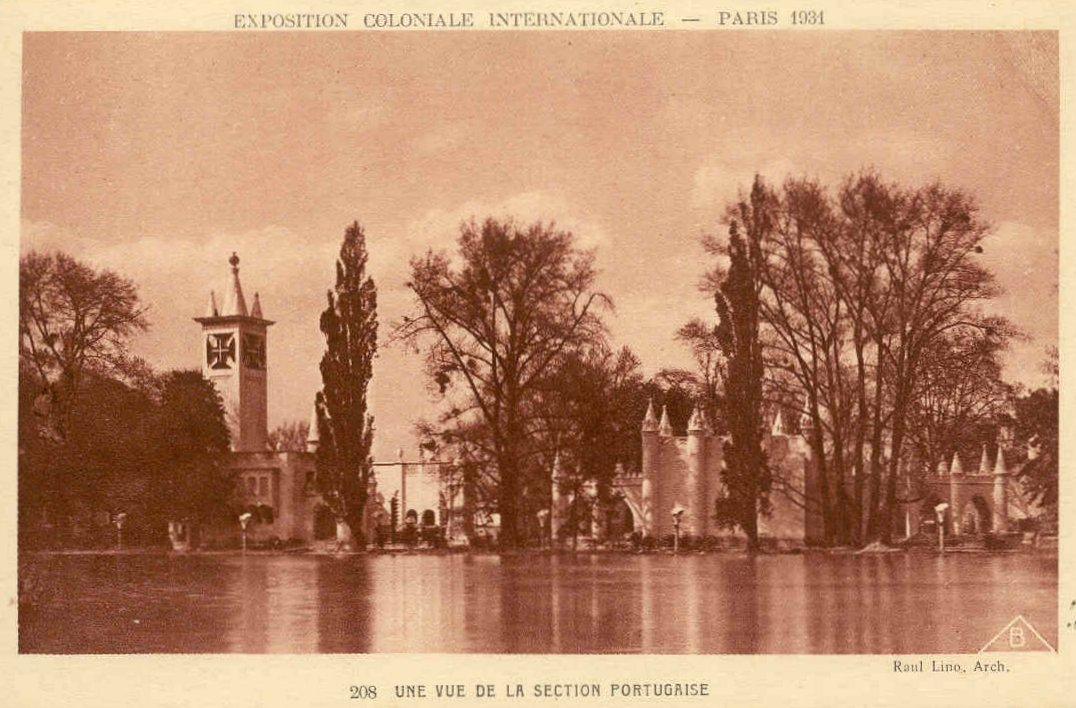
Pabellón de Portugal.

La sección de Portugal agrupó cuatro pabellones construidos en una mezcla de arte morisco y austero arte portugués del siglo XV:
- dos pabellones presentaban las colonias portuguesas: Angola, Mozambique, Islas de Cabo Verde, Guinea portuguesa y los estados de la India Goa, Macau y Timor
- otros dos pabellones fueron dedicados a la historia de viajes, conquistas y exploradores.

### Los Pabellones de las misiones

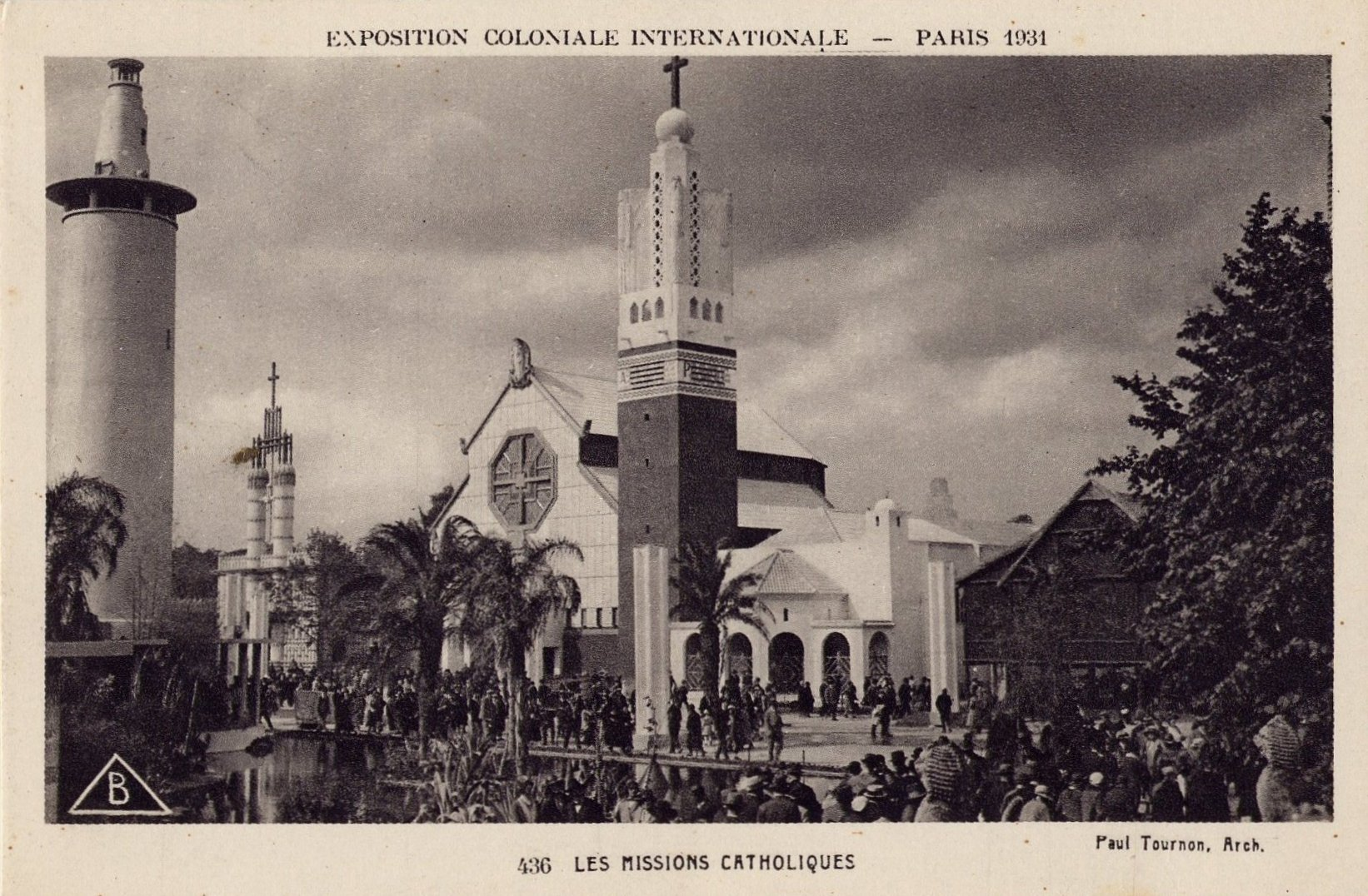
Pabellón de las Misiones católicas.

#### Pabellón de las Misiones católicas
El Pabellón de las Misiones católicas estaba flanqueado por una campanile de 40 metros, albergaba una iglesia y estaba decorado con obras de las pintoras Martha Flandrin y Elisabeth Faure.

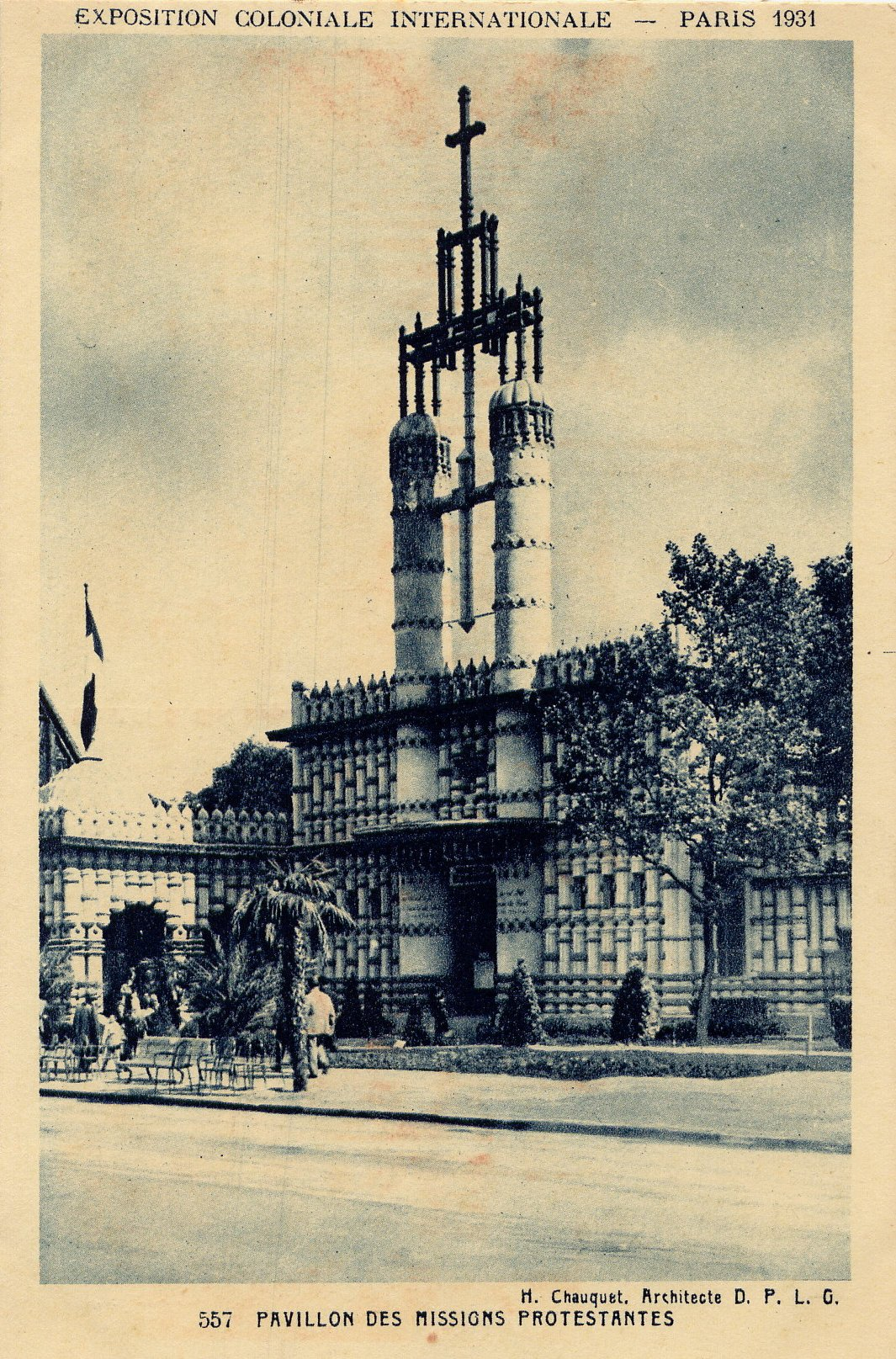
Pabellón de las Misiones protestantes.

#### Pabellón de las Misiones protestantes
El Pabellón de las Misiones protestantes, coronado por cruz de 5 m, albergó stands de exposición.

## Oposiciones
La exposición fue construida al este de París, donde se encontraban los barrios obreros de tradición comunistas. A petición de la Internacional Comunista, el Partido comunista francés y la Confédération générale du travail unitaire organizaron una pequeña contra-exposición « La vérité sur les colonies » (La verdad sobre las colonias) en el Parc des Buttes-Chaumont, donde se exhibieron los abusos cometidos durante las conquistas coloniales citando a los críticos Albert Londres y André Gide sobre los trabajos forzados en las colonias.
Otras muestras de oposición a la exposición se llevaron a cabo por comunistas en general con el lema «Contre l’exposition colonialiste de Vincennes ! Pour l’indépendance des colonies !» (Contra exposición colonial de Vincennes! Por la independencia de las colonias!), por surrealistas con el lema «Ne visitez pas l’exposition Coloniale par le Collectif des douze surréalistes», por manifestaciones de estudiantes de Indochina, un artículo editorial de Léon Blum el 7 de mayo de 1931 en el Populaire donde se desaprueba la exposición colonial o Louis Aragon en su poema « Il pleut sur l’Exposition coloniale ».